# Automobiles Gonfaronnaises Sportives
Automobiles Gonfaronnaises Sportives (AGS) war ein französischer Rennwagenkonstrukteur, der von 1970 bis 1991 mit einem Werksteam unter anderem in der Formel 2, der Formel 3000 und der Formel 1 antrat. In der Formel 1 war AGS einer der kleinsten Rennställe. Nach der Schließung des Rennstalls im Herbst 1991 wurde AGS zu einem Freizeitunternehmen umstrukturiert. Es bietet heute Privatpersonen die Möglichkeit, auf dem unternehmenseigenen Circuit du Luc in der Gemeinde Le Luc Formel-1-Autos zu fahren.

## Die Ursprünge

### Henri Julien und Christian Vanderpleyn
Der Rennstall AGS hat seine Ursprünge in der Garage de l'Avenir, einer kleinen Tankstelle und Kfz-Werkstatt in der Gemeinde Gonfaron im südfranzösischen Département Var nahe der provençalischen Mittelmeerküste. Inhaber der Werkstatt war der Automobilmechaniker und Hobby-Rennfahrer Henri Julien. Er konstruierte von 1950 bis 1960 einige kleine Rennwagen, mit denen er an Rennen in Südfrankreich teilnahm. Ab 1960 setzte er in den Formeln Junior und 3 Fremdfabrikate von Alpine und Lotus ein; in den 15 Jahren seiner Rennfahrertätigkeit erzielte er allerdings nur gelegentliche Achtungserfolge. 1969 nahm Julien den Bau eigener Rennwagen wieder auf. Konstrukteur war sein Lehrling Christian Vanderpleyn. Zu dieser Zeit gründete Julien das Unternehmen Automobiles Gonfaronnaises Sportives (AGS), das in seiner Garage de l’Avenir untergebracht war. AGS bediente zunächst kleinere Klassen wie die Formule France, die Formule Renault und die Formel 3, ab 1978 die Formel 2 und von 1986 bis 1991 die Formel 1. AGS unterhielt in dieser Zeit regelmäßig ein Werksteam. Henri Julien blieb dessen sportlicher Leiter, bis 1989 Cyril de Rouvre den Rennstall übernahm. Henri Julien war über viele Jahre Ehrenpräsident des Freizeit-Unternehmens AGS Formule 1.

### Die Ressourcen

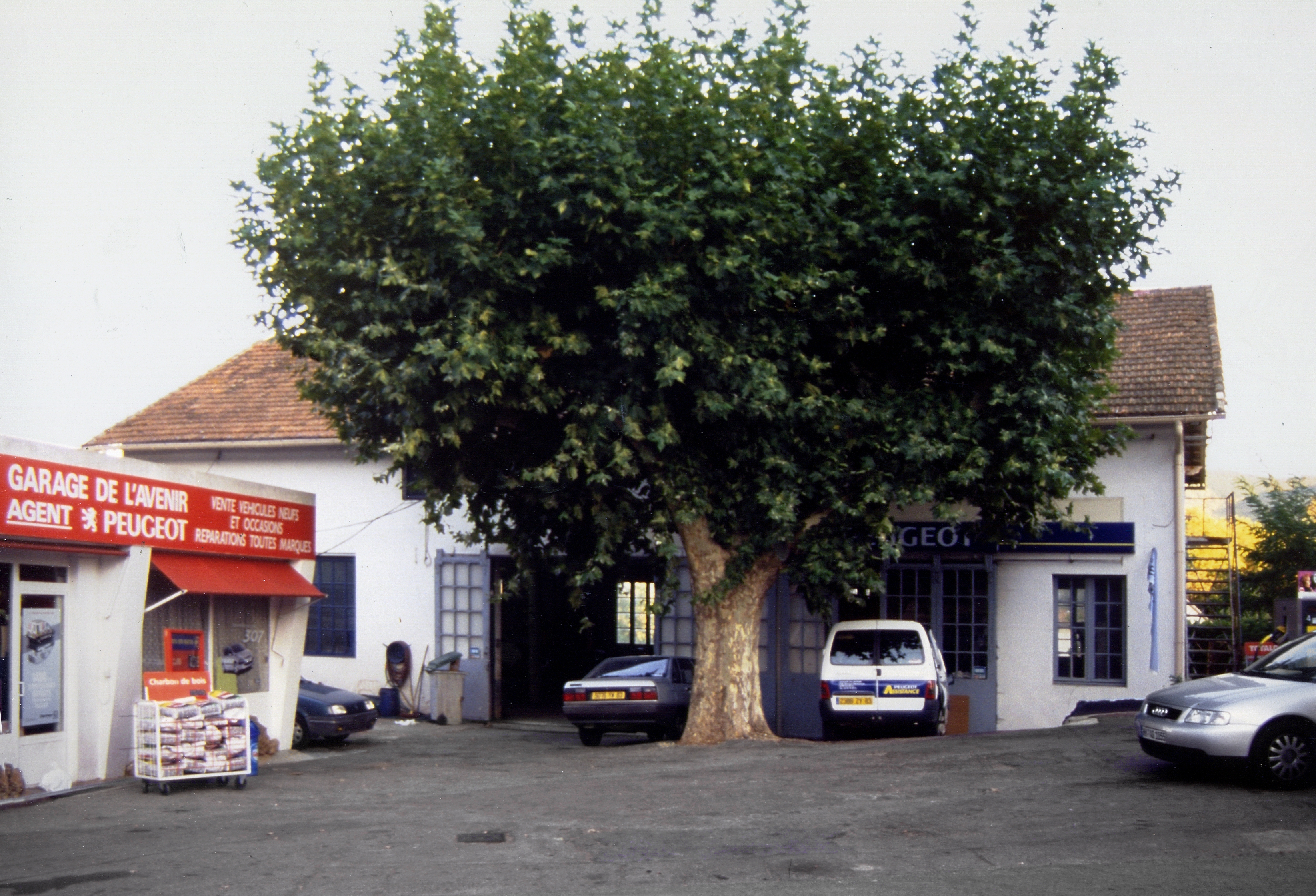
Die Garage de l’Avenir in Gonfaron, die Keimzelle des AGS-Teams (2001)

Zwischen 1960 und 1988 war die Garage de l’Avenir in Gonfaron die der Dreh- und Angelpunkt des kleinen Rennstalls. Zunächst operierte das Unternehmen unmittelbar von der zur Tankstelle gehörenden Werkstatt aus. In den 1970er Jahren errichtete Julien hinter der Garage eine in der französischen Presse zeitweilig glorifizierte Halle aus Metallplatten, die eine Grundfläche von etwa 80 m² aufwies und in einem mit Pinien bestandenen Garten gelegen war. In dieser als malerisch beschriebenen, in jedem Fall für den internationalen Motorsport ungewöhnlichen Atmosphäre wurden bis 1988 sämtliche Rennwagen der Formel 2, Formel 3000 und Formel 1 gebaut. Auch während des Formel-1-Einsatzes blieb AGS ein winziges Unternehmen; der Rennstall bestand bis 1987 – in einer Zeit, als Williams über 100 Mitarbeiter hatte und selbst bei Minardi über 30 Personen angestellt waren – lediglich aus sechs und acht Mitarbeitern. Allerdings gehörte AGS bereits frühzeitig der Circuit du Var im benachbarten Le Luc, wo das Team mehr oder weniger regelmäßig private Testfahrten durchführte.
Im Laufe der Formel-1-Weltmeisterschaft 1989 zog AGS in neue, wesentlich größere und modernere Werkshallen um, die von einem Unternehmen aus der Gruppe Cyril de Rouvres erstellt worden waren. Die neuen Hallen lagen an der Piste von Le Luc und sind heute Grundlage für den privaten Rennbetrieb von AGS Formule 1.

## Nationale französische Rennklassen
Im Jahr 1969 nahm AGS den regelmäßigen Betrieb eines Rennstalls auf. Anlass hierfür war die Etablierung der Formule France 1968, einer nationalen Nachwuchsklasse, die unterhalb der Formel 3 positioniert war. Ab 1971 hieß die Rennserie – bei weitgehend unverändertem Reglement – Formule Renault.
Im Sommer 1969 setzte AGS erstmals ein Auto in der Formule France ein. Bei dem ersten eingesetzten Auto handelte es sich nicht um eine Eigenkonstruktion von AGS, sondern um den Alpine 270, den Henri Julien bis 1965 selbst in der Formel 3 gefahren war. Christian Vanderpleyn hatte den Alpine 270 so modifiziert, dass das Auto einen 1300 cm³ großen Renault-Gordini-Motor (aus einem Renault R8) samt der dazugehörigen Getriebeeinheit aufnehmen konnte. Der erste Fahrer des Teams war François Rabbione.
Ab 1970 stellte AGS regelmäßig eigene Autos für kleinere Rennklassen her, die teilweise von einem eigenen Team werksseitig eingesetzt wurden, selten auch an private Kunden abgegeben wurden.
- Das erste Auto, das den Namen AGS trug, war der AGS JH5, den Christian Vanderpleyn 1970 für die Formule France entworfen hatte. In einer Quelle wird dieses Fahrzeug als AGS JH1 bezeichnet.[1] Die zeitgenössischen Meldelisten zu den Rennen der Formule France des Jahres führen den Wagen dagegen durchgängig als JH5.[2] Bei der Formule France handelte es sich um eine 1968 erstmals ausgeschriebene Rennklasse unterhalb der Formel 3, die ab 1971 Formule Renault hieß. Der JH5 ähnelte im technischen Layout sowie im Äußeren erkennbar dem zeitgenössischen Formel-3-Wagen von Tecno. Er wurde 1970 von François Rabbione und Gérard Cerruti gefahren. Cerruti konnte als bestes Ergebnis einen dritten Platz auf dem Circuit Paul Ricard herausfahren.
- 1971 entstand der AGS JH7 für die nun Formule Renault genannte Nachwuchsserie; von ihm wurden drei Exemplare gebaut. Fahrer für das Werksteam war François Guerre-Berthelot.
- 1972 baute AGS zwei Exemplare eines AGS JH8 für die Formula Renault und als Einzelstück einen AGS JH9 für die Formel 3. Letzterer war das einzige Fahrzeug, das AGS für diese Klasse baute. Der Wagen wurde gelegentlich von Guerre-Berthelot gefahren.
- 1973 wurde ein einzelnes Exemplar eines AGS JH10 für die Formula Renault gebaut. Alain Jallot bewegte das Auto für das AGS-Team. Bestes Ergebnis war ein vierter Platz für Jallot beim Rennen in Monaco.
- 1974 wurde – wiederum für die Formula Renault – der AGS JH11 entwickelt. Hierbei handelte es sich um das erste Auto von AGS, das eine Monocoque-Konstruktion aufwies; alle vorherigen Fahrzeuge hatten separate Rahmenkonstruktionen. Der JH11 wurde in vier Exemplaren hergestellt; zwei davon wurden an private Kunden verkauft. Werksfahrer war Allain Jallot.
- 1975 engagierte sich AGS erstmals in der Formula Renault Europe, der nächsthöheren, europaweit ausgetragenen Motorsportklasse. Hierfür konstruierte Vanderpleyn den AGS JH13, der werksseitig von Xavier Mathiot, Christian Ethuin und einem französischen Rennfahrer mit dem Pseudonym „Steve“ gefahren wurde.
- 1976 und 1977 trat AGS mit dem JH14 in der Formel Renault Europe an. 1977 fuhr Richard Dallest für das AGS-Werksteam.

## AGS in der Formel 2
AGS trat zwischen 1978 und 1984 mit selbst konstruierten Autos in der Formel-2-Europameisterschaft an. Die Ergebnisse waren unterschiedlich. Nach anfänglichen Schwierigkeiten konnte sich das Team etablieren und war regelmäßig für Platzierungen in den Punkterängen und – in einzelnen Jahren – auch für Podiumsplätze gut. Diese Ergebnisse wurden meist von etablierten, lange mit dem Team verbundenen Fahrern wie Richard Dallest oder Philippe Streiff herausgefahren. Insgesamt gab es in sieben Jahren in der Formel 2 drei Siege: zwei für Dallest in der Saison 1980 und einen für Streiff in der Saison 1984. Hier schrieb Streiff so etwas wie Motorsportgeschichte, denn er erreichte seinen Sieg im allerletzten Rennen der Formel 2.

### 1978

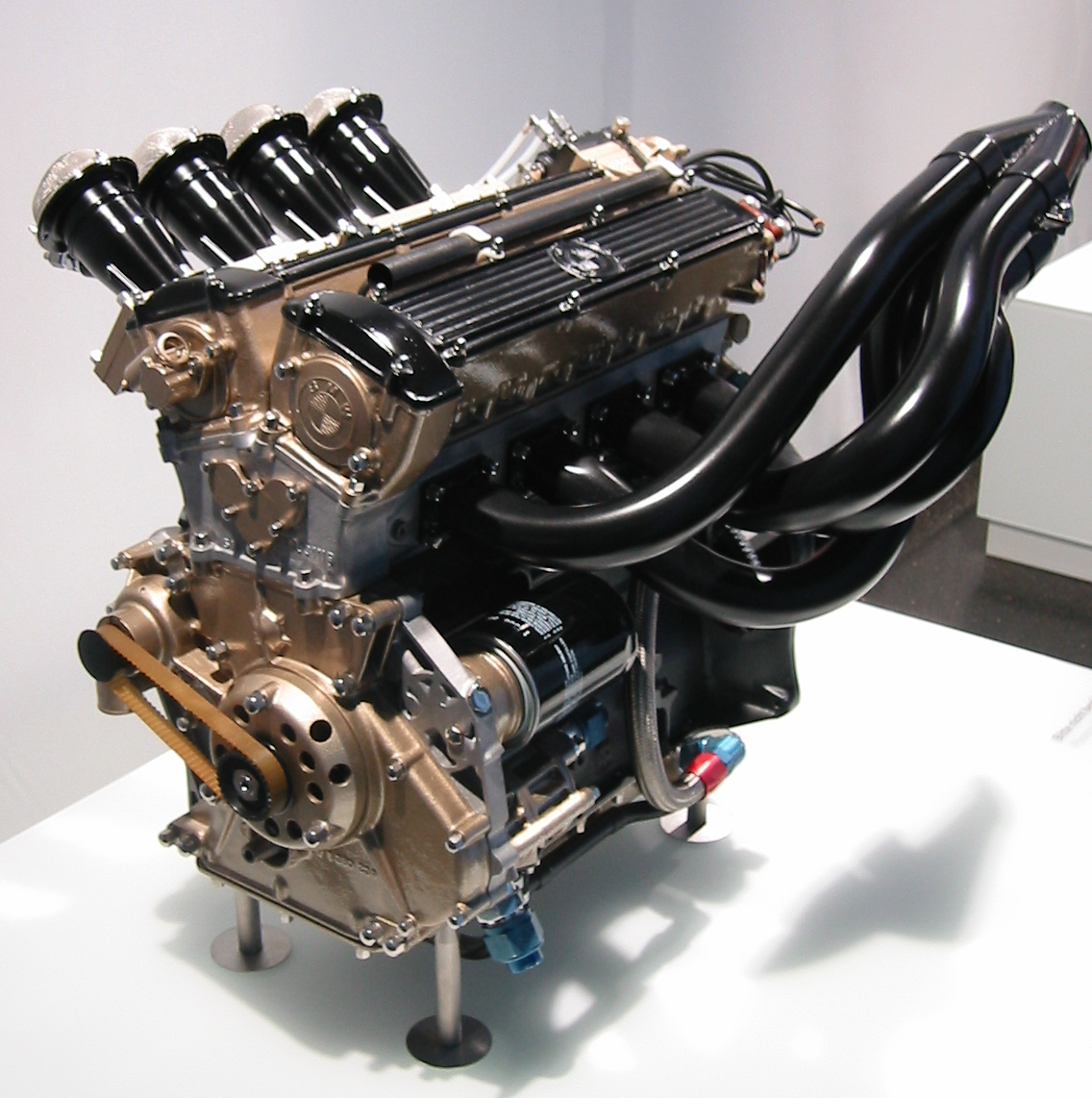
Standardtriebwerk in der Formel 2: BMW M12

In der Saison 1978 trat das AGS-Werksteam erstmals in der Formel 2 an. Der Rennstall nannte sich nach den Sponsoren Sol-Amor GPA Motul. Anders als die meisten anderen Teams setzte AGS keine Kundenfahrzeuge ein, sondern meldete wie schon in den kleineren Klassen mit dem AGS JH15 ein selbst konstruiertes Fahrzeug. Es handelte sich hierbei nach zeitgenössischen Berichten um eine unkomplizierte Konstruktion, die aerodynamisch keine herausragenden Qualitäten aufwies. Als Antrieb diente ein konventioneller BMW-M12-Motor. Der JH15 wurde in zwei Exemplaren hergestellt (Fahrgestell-Nummern 021 und 022).
Das erste Jahr in der Formel 2 verlief problematisch. Es gab viele Schwierigkeiten und kaum Erfolge. Als Fahrer wurden Richard Dallest und José Dolhem verpflichtet; allerdings erschien das Team üblicherweise nur mit einem Auto und einem Fahrer zu den jeweiligen Rennen. Dolhem wurde nur zu drei Rennen gemeldet; bei zwei Rennen startete er, sah aber nie das Ziel. Die übrigen Rennen bestritt Dallest, der nur zwei Zielankünfte (beim Grand Prix de Nogaro als Elfter und beim Gran Premio dell’Adriatico in Misano als 16.) erreichte.

### 1979
In der folgenden Saison gab es keine Besserung. AGS trat unter dem Namen Team Motul Nogaro an und brachte einen AGS JH16 an den Start. Hierbei handelte es sich um eine überarbeitete Version des letztjährigen JH15 mit der Fahrgestellnummer 022. Der JH16 wies nach wie vor keine ausgeprägte Unterboden-Aerodynamik auf und war schon deshalb den aktuellen Konkurrenzfahrzeugen von March, insbesondere dem mit Ground Effect arbeitenden March 792, unterlegen. Das Team nahm nur an fünf von 12 Rennen der Meisterschaft teil. Beim ersten Rennen der Saison in Silverstone startete José Dolhem für AGS. Er wurde 14. mit zehn Runden Rückstand. Für die weiteren Rennen wurde Alain Couderc verpflichtet. Er wurde beim zweiten Saisonrennen in Hockenheim Elfter. Beim dritten Rennen in Thruxton war Couderc an einem Massenunfall nach dem Start beteiligt und beschädigte seinen Wagen erheblich. Die folgenden drei Rennen ließ das Team aus; erst zum Grand Prix de Pau, dem achten Rennen der Saison, erschien es wieder. Hier fiel Couderc nach 21 Runden mit Kupplungsschaden aus. Danach ließ AGS wiederum einige Rennen aus, um noch einmal zu den „Donington 500“, dem letzten Rennen der Saison, anzutreten. Auch hier beendete ein Kupplungsschaden den Renneinsatz frühzeitig.
Im Sommer 1979 nahm AGS mit dem JH15 (Chassisnummer 021) werksseitig an einem Rennen der Aurora-AFX-Formel-1-Serie teil.

### 1980

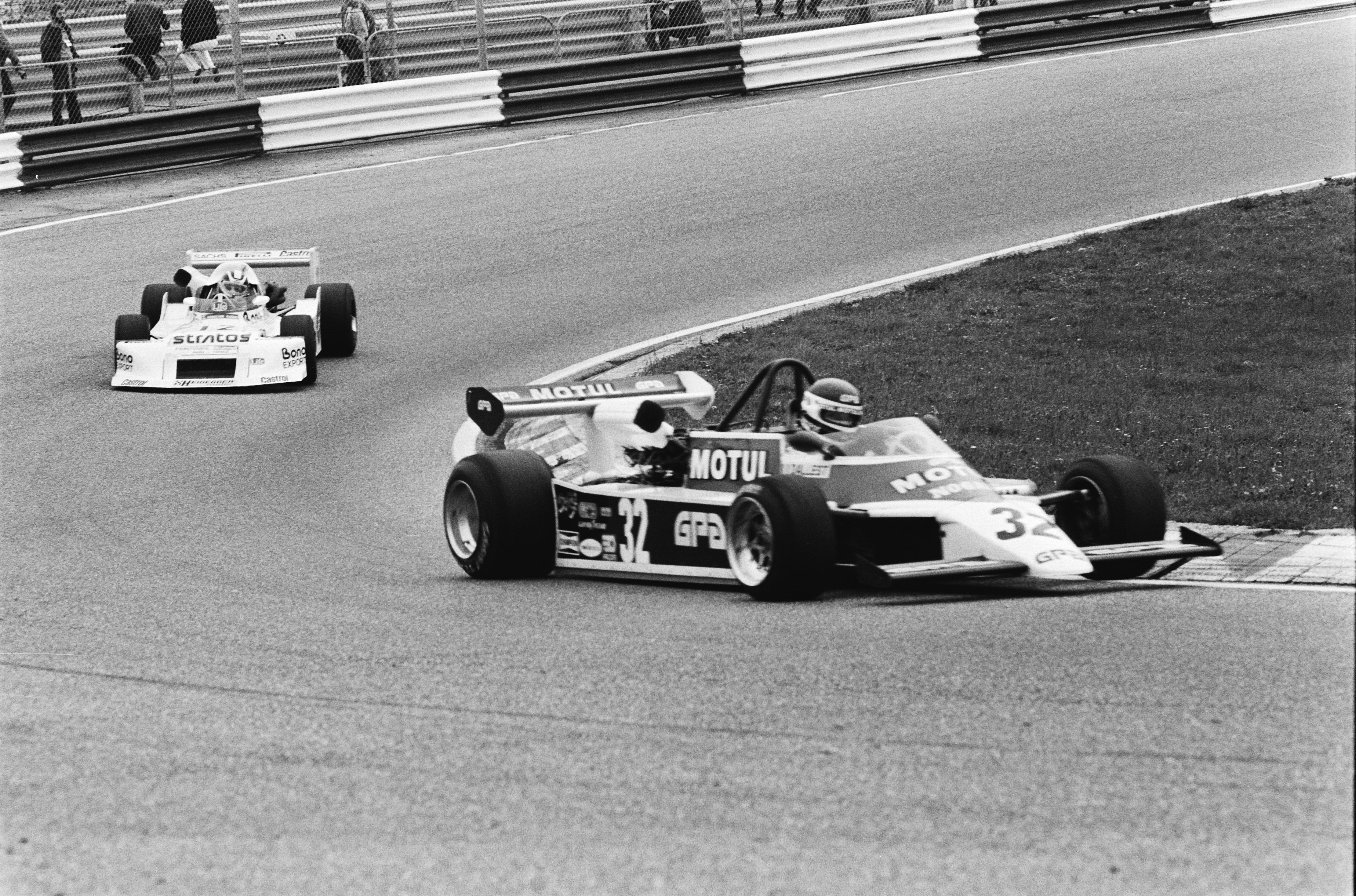
Richard Dallest in Zandvoort 1980

In der dritten Saison etablierte sich das Team. AGS setzte mit dem AGS JH17 ein konkurrenzfähiges Auto ein, das eine Ground-Effect-Konstruktion aufwies und zudem recht zuverlässig war. Der Wagen wurde als Einzelexemplar mit der Fahrgestellnummer 023 hergestellt. Richard Dallest, der ins Team zurückkam, konnte sich regelmäßig qualifizieren und sah insgesamt achtmal das Ziel. In dieser Saison erzielte AGS seine ersten Meisterschaftspunkte. Zudem gewann Dallest zwei Rennen: zunächst das „Heimrennen“, den Grand Prix de Pau, und ein paar Wochen später den Großen Preis von Zandvoort. Dallest erreichte im gesamten Jahr 23 Meisterschaftspunkte und wurde in der Endwertung Sechster der Formel-2-Meisterschaft.

### 1981
In der Saison 1981 konnte AGS die Form des vergangenen Jahres nicht halten. Es gab ein neues Auto, den JH18, allerdings war dieses Fahrzeug erst zum fünften Saisonrennen fertiggestellt. Auch er blieb ein Einzelexemplar (Fahrgestellnummer 024). Bis zu seinem Erscheinen musste der letztjährige JH17 verwendet werden.
Richard Dallest trat zu den ersten drei Rennen des Jahres an, konnte aber keinen Lauf beenden. Nach einer Verletzung wurde er für das ADAC-Eifelrennen auf dem Nürburgring einmalig durch Patrick Gaillard ersetzt, der ebenfalls keine Zielankunft erreichen konnte. Mit dem JH18 erreichte Dallest Zielankünfte bei den Rennen in Mugello, Enna, Misano und Mantorp; die beiden letztgenannten konnte er jeweils als Fünfter beenden. Eine weitere Zielankunft – allerdings außerhalb der Punkte – erreichte Tiff Needell, der Dallest bei den Donington 500 ersetzte.

### 1982
In der Saison 1982 stabilisierte sich die Lage wieder. AGS baute für das neue Jahr den AGS JH19, eine modifizierte, vor allem im Radstand verlängerte Version des JH18. Zwei Wagen wurden neu aufgebaut (Fahrgestellnummern 025 und 026). Das nunmehr Motul GPA Nogaro genannte Team setzte erstmals durchgängig zwei Autos ein, eines für Philippe Streiff und ein zweites für Pascal Fabre. Beide Fahrer waren zuverlässig: Jeder von ihnen konnte acht von 13 Rennen beenden. Es gab eine Reihe von Zielankünften in den Punkterängen. Das für das Team erfreulichste Ergebnis war ein zweiter Platz für Streiff und ein dritter Platz für Fabre beim Gran Premio di Roma auf dem Kurs von Vallelunga. Streiff wurde noch einmal Zweiter in Mantorp, Vierter in Zolder und Enna sowie jeweils Fünfter in Donington und Thruxton. Mit 22 Punkten wurde Streiff Sechster der Meisterschaft, Fabre erreichte fünf Punkte und lag auf Rang 15. Streiff blieb auch in den folgenden Jahren beim Team, Fabre hingegen fuhr 1983 wieder in der Formel 3. 1987 kehrte er zu AGS zurück, diesmal in der Formel 1.

### 1983
In seiner sechsten Saison ging AGS unter dem Namen Ecurie Armagnac Bigorre Nogaro an den Start. Das Team meldete das Modell JH19B, von dem im Laufe des Jahres zwei Fahrzeuge (Fahrgestellnummern 027 und 028) hergestellt wurden. Zunächst trat der Rennstall mit Philippe Streiff als einzigem Fahrer an. Streiff beendete das erste Saisonrennen in Silverstone als Fünfter und das zweite in Thruxton als Achter. Nach einem Motorschaden in Hockenheim musste AGS das vierte Saisonrennen auf dem Nürburgring auslassen. Grund hierfür waren erhebliche finanzielle Probleme. Danach gelang es dem Team, einen Vertrag mit dem italienischen Rennfahrer Fulvio Ballabio zu schließen. Er brachte erhebliche Finanzmittel mit, mit denen der Rennbetrieb wieder aufgenommen werden konnte. Streiff ging weiterhin mit dem JH19B an den Start, Ballabio hingegen erhielt einen Vorjahres-JH19. Streiff fuhr im weiteren Verlauf der Saison einige erfreuliche Ergebnisse ein. Er wurde Zweiter beim Gran Premio del Mediterraneo in Enna, jeweils Dritter in Donington, beim Grote Prijs van Limborg in Zolder sowie Mugello, und den Gran Premio de Madrid beendete er als Vierter. Ballabio kam bei sieben Anläufen insgesamt fünfmal ins Ziel, zweimal davon in den Punkterängen. Streiff beendete die Saison mit 25 Meisterschaftspunkten auf Rang vier, Ballabio mit drei Punkten auf Rang 17.

### 1984
1984 war das letzte Jahr der Formel 2. AGS entwickelte das bekannte Modell weiter, sodass es als JH19C für Philippe Streiff gemeldet wurde. Der JH19C stellte eine überarbeitete Version des im Vorjahr produzierten JH19B (Fahrgestellnummer 028) dar. Das Team nannte sich nun AGS Elf, bei einzelnen Rennen auch Elf Gitanes AGS. Philippe Streiff gewann den letzten Lauf der Meisterschaft, die Daily Mail Trophy in Brands Hatch. Darüber hinaus wurde er Zweiter beim Grand Prix de Pau und beim Gran Premio dell’Adriatico und fuhr drei weitere Ergebnisse in den Punkterängen ein. Daneben gab es eine Reihe von technisch bedingten Ausfällen. Beim Gran Premio dell’Adriatico setzte AGS zusätzlich einen JH19 für Stefano Livio ein, der das Rennen als Elfter beendete. Zum Gran Premio di Mugello wurde zudem ein JH19 für Marc Sourd gemeldet, das Auto wurde letztlich aber nicht eingesetzt.
Beim zweiten Rennen der Saison, der Deutschland-Trophäe auf dem Hockenheim-Ring, wurde ein privater AGS JH19 vom Team JPL für den deutschen Rennfahrer Hans-Peter Pandur gemeldet. Pandur trat an, konnte das Rennen aber wegen technischer Fehler nicht beenden.

## AGS in der Formel 3000

### 1985
Ab 1985 wurde die Formel 2 durch die Formel 3000 ersetzt. Zugelassen waren Rennfahrzeuge mit Saugmotoren und einem Hubraum von bis zu 3,0 Litern. Für die neue Rennklasse entwickelte Vanderpleyn den AGS JH20. Hierbei handelte es sich um ein weitgehend neues Auto, das bereits mit Blick auf ein künftiges Formel-1-Engagement konzipiert worden war. Nach einigen Quellen nutzte der JH20 einige Komponenten des Duqueine V4, der 1984 von privaten Ingenieuren für die Formel 3 konzipiert worden war. Insbesondere verwendeten die AGS-Mechaniker, die selbst keine Erfahrung mit der Verarbeitung von Kunststoffen hatten, das mit Kohlenstofffasern verstärkte Kunststoff-Monocoque des Duqueine. Vom JH20 wurde ein Fahrzeug (Fahrgestellnummer 029) für das Werksteam hergestellt.
Der JH20 (Fahrgestellnummer 029) wurde in der gesamten Formel-3000-Saison 1985 von Philippe Streiff gefahren, der in der zweiten Saisonhälfte parallel für Ligier bzw. Tyrrell in der Formel 1 aktiv war. Streiff erreichte sieben Zielankünfte, fünf davon in den Punkterängen: Er wurde Dritter beim vorletzten Saisonrennen in Zandvoort und jeweils Fünfter in Vallelunga, Pau, Zeltweg und Donington. Mit insgesamt 12 Meisterschaftspunkten schloss er die Saison als Achter ab.

### 1986
1986 beteiligte sich AGS nicht mehr werksseitig an der Formel 3000; das Team bereitete den Aufstieg in die Formel 1 vor. Allerdings wurde das private Team Danielson mit einem neu aufgebauten Fahrzeug namens JH20B (Fahrgestellnummer 030) beliefert, das in der zweiten Saisonhälfte den Wagen für Richard Dallest (Pau und Jarama) und Alain Ferté (Le Mans und Jarama) einsetzte. Beide Fahrer erreichten keine Ergebnisse in den Punkterängen.

## AGS in der Formel 1

### Die Vorgeschichte
Seit den späten 1970er Jahren hatte Henri Julien über einen Aufstieg in die Formel 1 nachgedacht.
Bereits im Jahr 1979 gab es den ersten Kontakt von AGS mit dem Formel-1-Umfeld – wenn auch nicht unmittelbar im Rahmen der Formel-1-Weltmeisterschaft. Anlass war die britische Aurora-AFX-Formel-1-Serie, eine Serie, die in der Tradition einer rein britischen Formel-1-Meisterschaft stand und von 1978 bis 1982 abgehalten wurde. Üblicherweise wurden hier ältere Formel-1-Fahrzeuge eingesetzt; zugelassen waren aber auch Rennwagen der Formel 2. Die Rennen fanden überwiegend auf britischen Rennstrecken statt; nur wenige Läufe wurden auf kontinentaleuropäischen Kursen abgehalten.
Am 8. Juli 1979 fand im Rahmen der Aurora-Meisterschaft 1979 der Nogaro Grand Prix auf dem in den Pyrenäen gelegenen Circuit Paul Armagnac statt. Zu diesem Rennen meldete das Team Motul Nogaro – unter dieser Bezeichnung war AGS 1979 in der Formel 2 aktiv – für Alain Couderc einen JH15 (Stand 1978) mit BMW-Motor. AGS war das einzige Team, das mit einem reinen Formel-2-Auto zu diesem Rennen antrat. Couderc qualifizierte sich für die Rennteilnahme und hielt sich gegen die Konkurrenz, die großenteils mit Cosworth DFV-Achtzylindern ausgerüstet war, 42 Runden lang. Dann brach die Kupplung, ein Defekt, der bei AGS in der Saison 1979 wiederholt auftrat. Couderc musste das Rennen vorzeitig beenden.
In den folgenden Jahren spielte AGS wiederholt mit dem Gedanken, ein Formel-1-Auto zu konstruieren. Ab 1981 bemühte sich Julien mehrfach um Turbomotoren von Renault F1, hatte allerdings keinen Erfolg. Parallel dazu erarbeitete Vanderpleyn Entwürfe für ein Formel-1-Auto mit Cosworth-Saugmotor und ein weiteres Modell mit einem Turbomotor von BMW. Aus finanziellen Gründen wurde keiner der Entwürfe umgesetzt.

### 1986

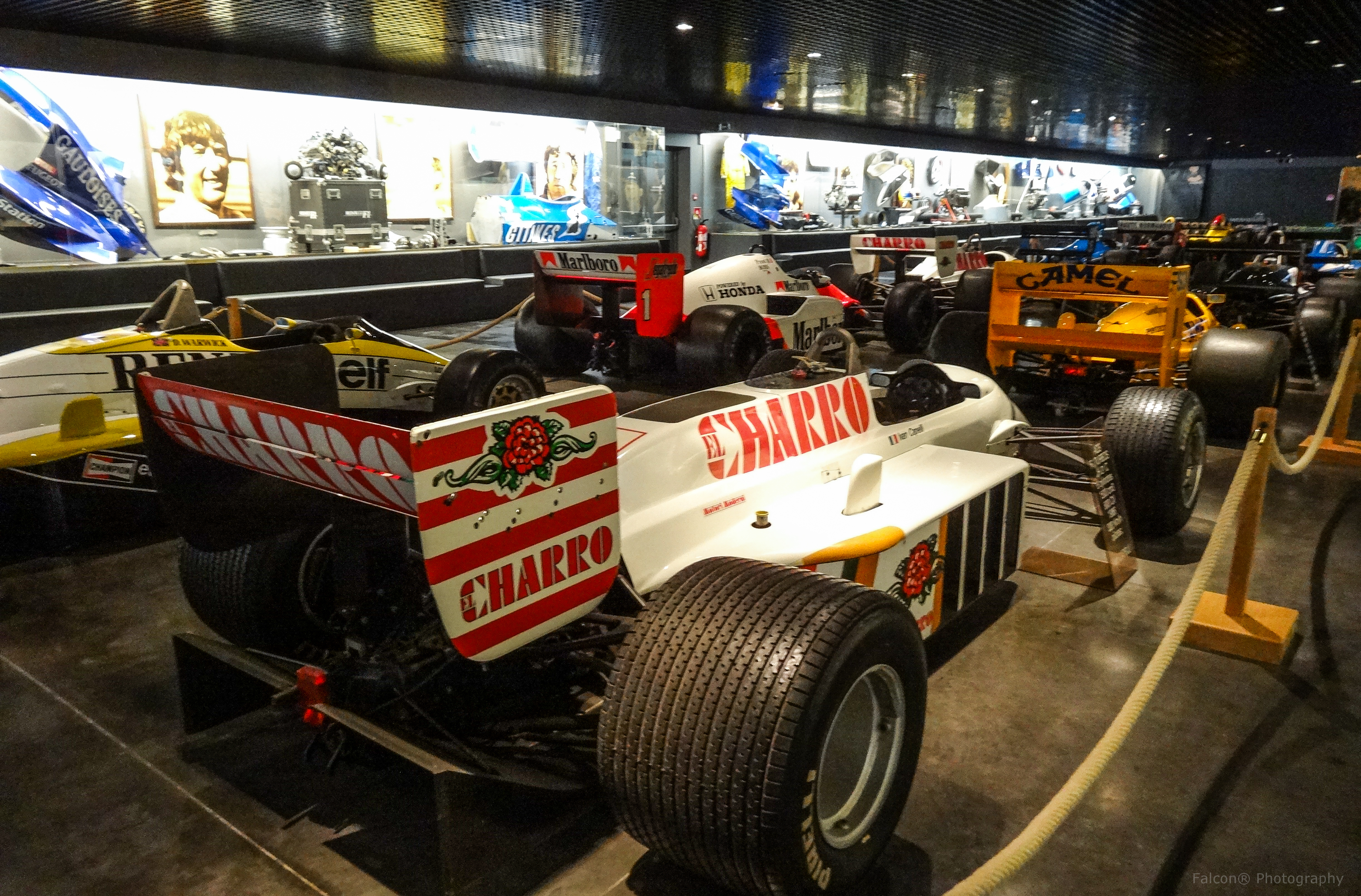
AGS JH21C

Mit Ablauf der 1985 zog sich das Werksteam von Renault aus der Formel 1 zurück. In den folgenden Monaten gelang es Henri Julien, umfangreiche Komponenten aus dem Ersatzteillager des Werksteams aufzukaufen. Hierzu gehörten insbesondere mehrere Monocoques früherer Renault-Rennwagen, die die Grundlage für ein künftiges Formel-1-Chassis von AGS bilden sollten. Auf diese Weise war sichergestellt, dass das kleine Unternehmen aus Gonfaron über zeitgemäße Technik auf Formel-1-Niveau verfügen konnte, obwohl es selbst nach wie vor keine Erfahrungen in der Entwicklung oder Herstellung von Kunststoff-Bauteilen hatte. Mit den Renault-Ressourcen im Hintergrund entschied sich der inzwischen 58-jährige Julien Anfang 1986 dazu, sein Team künftig in der Formel 1 zu etablieren.
Einsatzfahrzeug war der AGS JH21C, der von Christian Vanderpleyn konstruiert worden war. Das Auto verwendete die Aufhängung und die Bremsen des Renault RE60, und auch das Kunststoff-Monocoque ähnelte dem des RE60. Turbomotoren von Renault erhielt AGS dagegen nicht. Mit Hilfe des italienischen Sponsors Jolly Club bekam AGS allerdings Zugriff auf den italienischen Sechszylinder-Turbomotor von Motori Moderni, der ab 1985 exklusiv dem Minardi-Team geliefert worden war. Der erste Formel-1-Wagen von AGS wurde im Juli 1986 fertiggestellt.

#### Die Testfahrt von Didier Pironi
Die Präsentation des JH21C war mit einigem Aufsehen verbunden. Zunächst war die Öffentlichkeit überrascht, dass eine kleine Werkstatt aus einem südfranzösischen Dorf in der Lage war, einen Formel-1-Rennwagen auf die Beine zu stellen. Darüber hinaus sorgte AGS mit seinem ersten Testfahrer für eine kleine Sensation: Am 12. August 1986 ließ Henri Julien seinen AGS JH21C auf der Piste Le Castellet von Didier Pironi testen. Pironi hatte seit seinem schweren Unfall im Training zum Großen Preis von Deutschland 1982 nicht mehr in einem Formel-1-Auto gesessen. Der Test war von François Guerre-Bethelot, einem ehemaligen AGS-Piloten und Freund Pironis, vermittelt worden. Die französische Presse spekulierte bereits von einer Rückkehr Pironis in die Formel 1, und Pironi selbst ließ gelegentlich verlautbaren, er wolle 1987 wieder an Großen Preisen teilnehmen. AGS allerdings teilte schon vor Beginn der Testfahrten in einer Presseerklärung mit, dass es sich nur um einen Freundschaftsdienst handele; eine Verpflichtung Pironis als Stammfahrer sei nicht geplant. Pironi drehte mit dem JH21C insgesamt 70 Runden und erreichte eine Bestzeit von 47 Sekunden für einen Umlauf. Weitere Fahrten mit AGS gab es nicht.
Zwei Wochen später fuhr Pironi noch einige Testrunden für das Formel-1-Team von Guy Ligier. Daraufhin drohte Pironis Berufsunfähigkeitsversicherung, die 1982 vertragsgemäß gezahlt hatte, eine Rückforderung der Versicherungssumme an, falls Pironi seine Formel-1-Fahrten fortsetzen würde. Pironi wandte sich in der Folgezeit Powerboat-Rennen zu.

#### Die Rennen
Das Team AGS debütierte unter dem Namen Jolly Club S.p.A. beim Großen Preis von Italien in Monza im September 1986. Als Rennleiter fungierte Frédéric Dhainhaut; Ivan Capelli, der in der Formel 3000 die Meisterschaft anführte, war der einzige Fahrer des Teams. Während des gesamten Wochenendes gab es zahlreiche mechanische Probleme, hinzu kamen Schwierigkeiten mit den Motoren, bei denen es sich um gebrauchte Triebwerke handelte, die sich auf dem technischen Stand von 1985 befanden. Gleichwohl qualifizierte Capelli den Wagen mit knapp 10 Sekunden Rückstand auf die Pole-Zeit von Teo Fabi im Benetton Formula für den 25. Startplatz; der Vorsprung vor den letztplatzierten Osella von Piercarlo Ghinzani und Alex Caffi betrug jeweils knapp drei Sekunden. Im Rennen selbst fiel Capelli mit Reifenschaden nach 31 Runden aus, war zu diesem Zeitpunkt aber bereits auf Position 13 vorgefahren. Beim anschließenden Großen Preis von Portugal erreichte Capelli wiederum den 25. Startplatz (vor Huub Rothengatters Zakspeed und Allen Bergs Osella). Auch hier sah er im Rennen die Zielflagge nicht. Nach sechs Runden schied Capelli nach einem Aufhängungsbruch aus. Damit war die Formel-1-Saison 1986 für AGS beendet. An den abschließenden Überseerennen in Mexiko und Australien nahm das Team aus Kostengründen nicht mehr teil. Henri Julien zeigte sich nicht unzufrieden; es war seiner Mannschaft gelungen, sich bei beiden Anläufen auf Anhieb zu qualifizieren, ohne dabei als Letzter ins Rennen gehen zu müssen.

### 1987

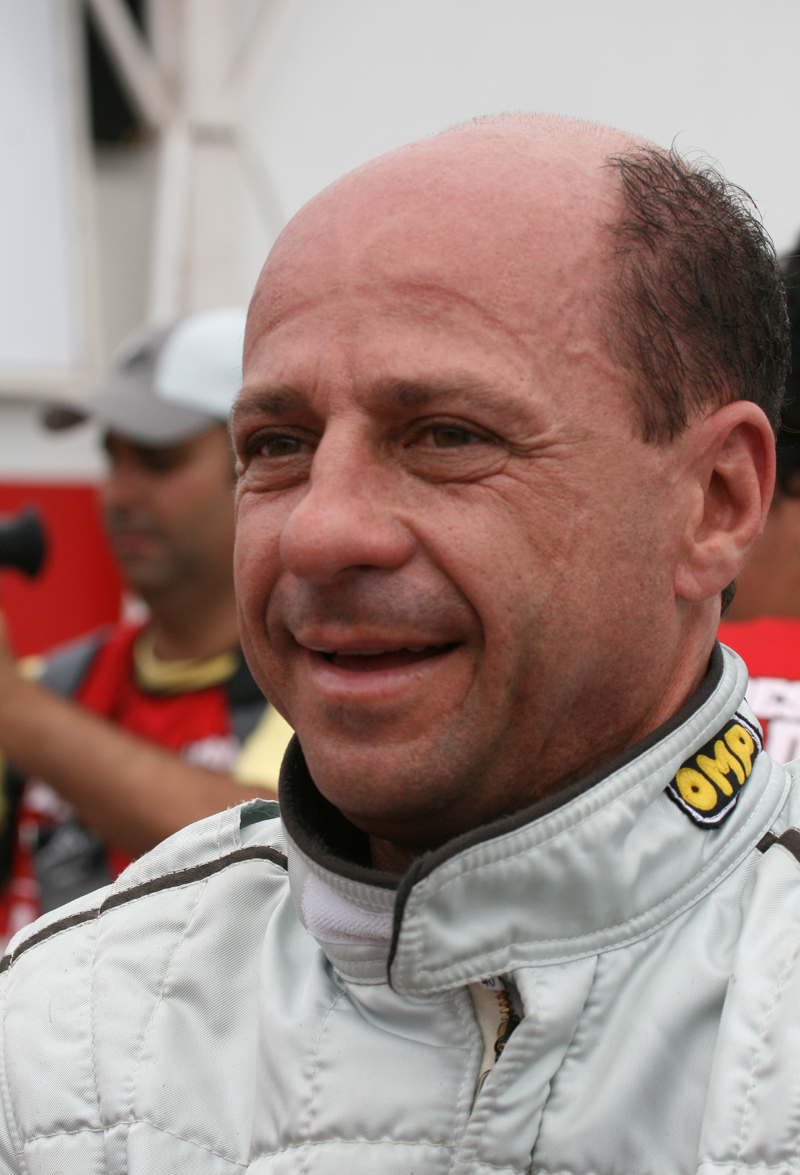
Fuhr den ersten WM-Punkt für AGS ein: Roberto Moreno

1987 war die erste vollständige Formel-1-Saison für AGS. In diesem Jahr trat eine wesentliche Änderung des Reglements ein: Ab sofort waren neben Turbotriebwerken auch wieder Saugmotoren zugelassen. Um diese Alternative trotz des erheblichen Leistungsdefizits gegenüber den Turbotriebwerken interessant zu machen, schrieb die FISA zwei eigenständige Sauger-Meisterschaften aus: eine Meisterschaft namens Jim Clark-Trophy für den besten Fahrer mit einem Sauger-Auto, und eine weitere namens Colin-Chapman-Trophy für das beste Saugmotor-Team. Einige Rennställe nahmen diese Option wahr. Von den bestehenden Teams wechselte Tyrrell auf einen Cosworth-Saugmotor. Hinzu kamen eine Reihe neuer Teams, die in der Saison 1987 erstmals antraten und unmittelbar die Saugmotoren verwendeten: in Großbritannien March Engineering, in Frankreich Larrousse und – ab Spätsommer 1987 – auch das italienische Team Coloni. Auch AGS entschied sich früh dafür, in der Saison 1987 die konventionelle, aber preisgünstige Saugmotortechnik einzusetzen. Das Team verwendete einen Cosworth-DFZ-Achtzylinder, der bei Heini Mader Racing Components vorbereitet wurde. Die Rennen wurden mit dem AGS JH22 bestritten, der eine Weiterentwicklung des JH21C war.
Als Fahrer verpflichtete AGS den Franzosen Pascal Fabre, der bereits 1982 für das Team in der Formel 2 gefahren war. AGS hatte anfänglich auf Philippe Streiff gehofft; Streiff stand allerdings schon seit längerem als Stammfahrer für Tyrrell fest. Andererseits hatte Fabre die Unterschrift bei AGS lange herausgezögert, da er einige Zeit lang eine Möglichkeit sah, bei Ligier unter Vertrag zu kommen. Ligier zog indes den erfahrenen René Arnoux vor. Für AGS bedeutete die Verpflichtung Pascal Fabres keine finanziellen Aufwendungen: Fabre fuhr ohne Gehalt. Andererseits brachte er keinerlei Formel-1-Erfahrung mit.
Vor dem ersten Saisonrennen unternahm AGS einen kurzen Test auf der Piste Le Castellet. Hier war Fabre regelmäßig der langsamste Fahrer. Seine Rundenzeiten lagen jeweils etwa fünf Sekunden über denen von Streiff im Tyrrell, der einen vergleichbaren Motor einsetzte. Julien und Vanderpleyn wussten, dass sie ein ausgesprochen langsames Auto hatten; ihr Ziel war es, ein Fahrzeug aufzubauen, dass sich jedenfalls qualifizieren konnte und zuverlässig die Rennen zu beenden.
Dieses Ziel wurde erreicht. In den ersten zehn Rennen des Jahres sah Pascal Fabre neunmal die Zielflagge. Als Folge daraus führte AGS bis in den Sommer 1987 hinein die Colin-Chapman-Trophäe an.
Im Laufe der Saison war Fabre einer der langsamsten Piloten. Er konnte sich meist nur für die letzten zwei oder drei Startreihen qualifizieren und hatte dabei häufig einen Rückstand von etwa 10 Sekunden auf die Pole-Zeit. Am Ende der Rennen war Fabre jeweils mehrfach überrundet, beim Großen Preis von Monaco sogar siebenmal. Unmittelbare Gegner des Teams waren nicht die anderen Saugmotorteams, sondern die nicht konkurrenzfähigen Turbo-Fahrzeuge von Osella und Zakspeed, die mit einem erheblichen technischen Rückstand zu kämpfen hatten. Eine Ausnahme war lediglich der Große Preis von Frankreich, wo sich Fabre auf der Mistral-Geraden des Circuit Paul Ricard mit der schnellsten Zeit aller Saugmotor-Fahrzeuge stoppen ließ.
Im Sommer 1987 war Henri Julien und Christian Vanderpleyn klar, dass für AGS die regelmäßige Qualifikation künftig nicht mehr sicher sein würde, da eine Zunahme der gemeldeten Fahrzeuge abzusehen war: Einerseits nahm das neue Coloni-Team mit einem Auto ab dem Großen Preis von Italien an der Weltmeisterschaft teil, andererseits meldeten Osella (für Franco Forini bzw. Gabriele Tarquini) und Larrousse (für Yannick Dalmas) ab Sommer 1987 jeweils ein zweites Auto.
Zunächst entschied sich Henri Julien dafür, seinerseits ein zweites Auto einzusetzen. Hierfür wurde ein zweites Chassis mit der Fahrgestellnummer 033 aufgebaut, das im Sommer 1987 einsatzbereit war und mit Roberto Moreno an den Start gebracht werden sollte. Diese Pläne scheiterten allerdings, als Pascal Fabre seinen Wagen (den 031/032) bei einer Massenkollision beim Großen Preis von Österreich so gründlich zerstörte, dass das Auto nicht kurzfristig wieder aufgebaut werden konnte. AGS gab daher das neue Chassis an Pascal Fabre, der in den kommenden Rennen unter den veränderten Bedingungen zunehmend Schwierigkeiten bekam, sich zu qualifizieren. Sein letzter Einsatz war der Große Preis von Spanien, den Fabre vom 25. Platz aus begann und nach lediglich 10 Runden wegen eines Kupplungsdefekts beenden musste. Bei den Großen Preisen von Italien, Portugal und Mexiko scheiterte Fabre jeweils an der Qualifikation.
Daraufhin trennte sich Julien von Fabre, der keine weitere Verpflichtung bei einem Formel-1-Team erreichen konnte. An seine Stelle trat Roberto Moreno. Beim Großen Preis von Japan zeigte Moreno dezente Leistungen. Die Qualifikation war nicht gefährdet, da Osella nur mit einem Auto und Coloni gar nicht angetreten war. Mit einem Rückstand von zehn Sekunden qualifizierte sich Moreno für den letzten Startplatz. Nach 38 Runden schied er mit defekter Benzineinspritzung aus. Das darauffolgende Rennen in Australien wurde indes zu einer Sensation: Vom 25. Startplatz aus fuhr Moreno bei besonderen klimatischen Bedingungen, durch die zahlreiche vorplatzierte Turbo-Fahrzeuge ausfielen, zuverlässig auf den sechsten Endplatz und verschaffte dem kleinen Team den ersten Weltmeisterschaftspunkt. Damit schloss AGS die erste vollständige Saison als Elfter der Konstrukteursmeisterschaft ab – gleichrangig mit der nationalen Konkurrenz Ligier. Die französische Presse reagierte überschwänglich. Die Sportzeitung L’Équipe beispielsweise erkannte in Henri Julien und Christian Vanderpleyn die Tradition des Amédée Gordini und nannte sie in einer Ausgabe aus dem November 1987 „les nouveaux sorciers“ (die neuen Hexer).

### 1988

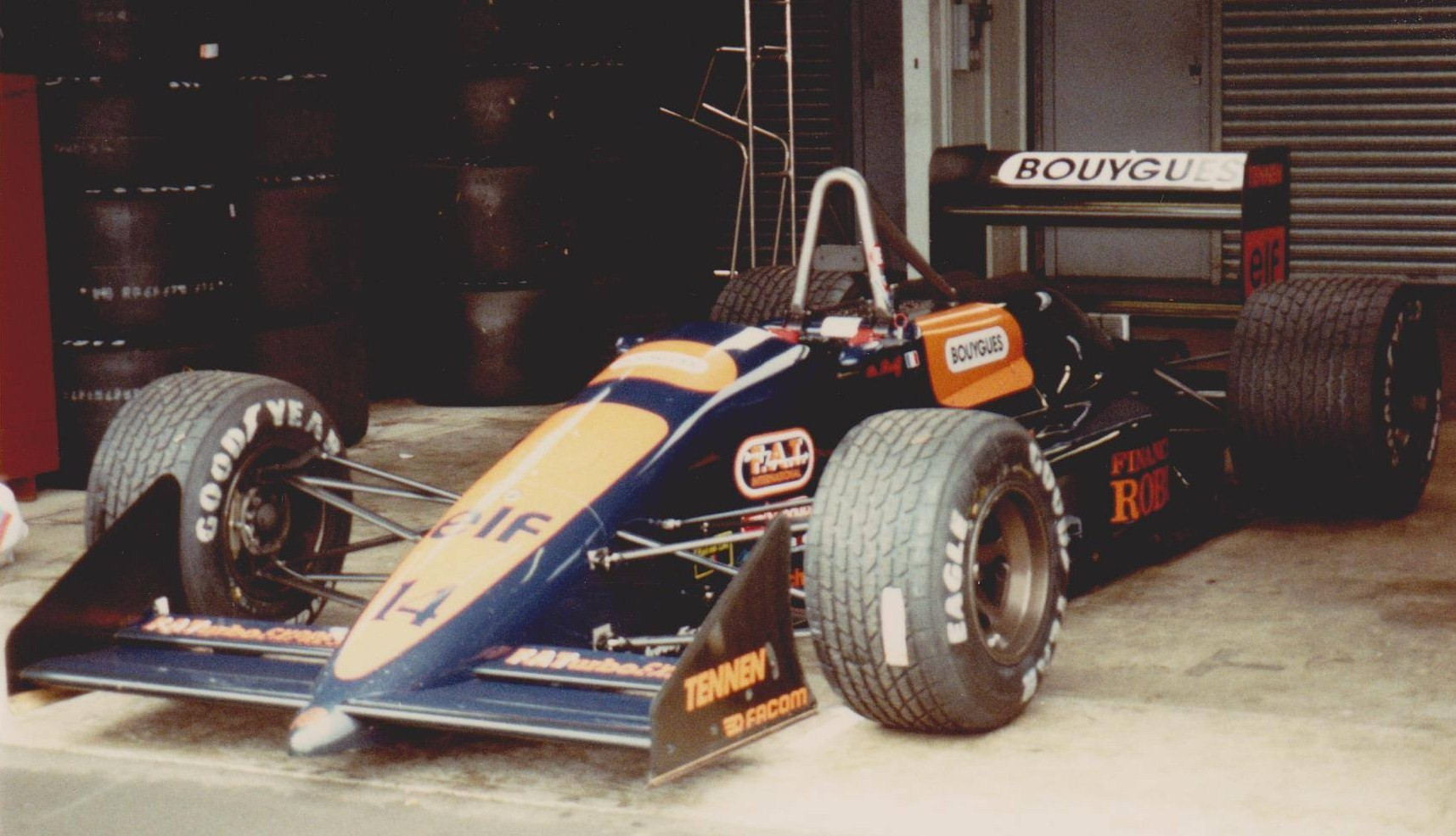
AGS JH23

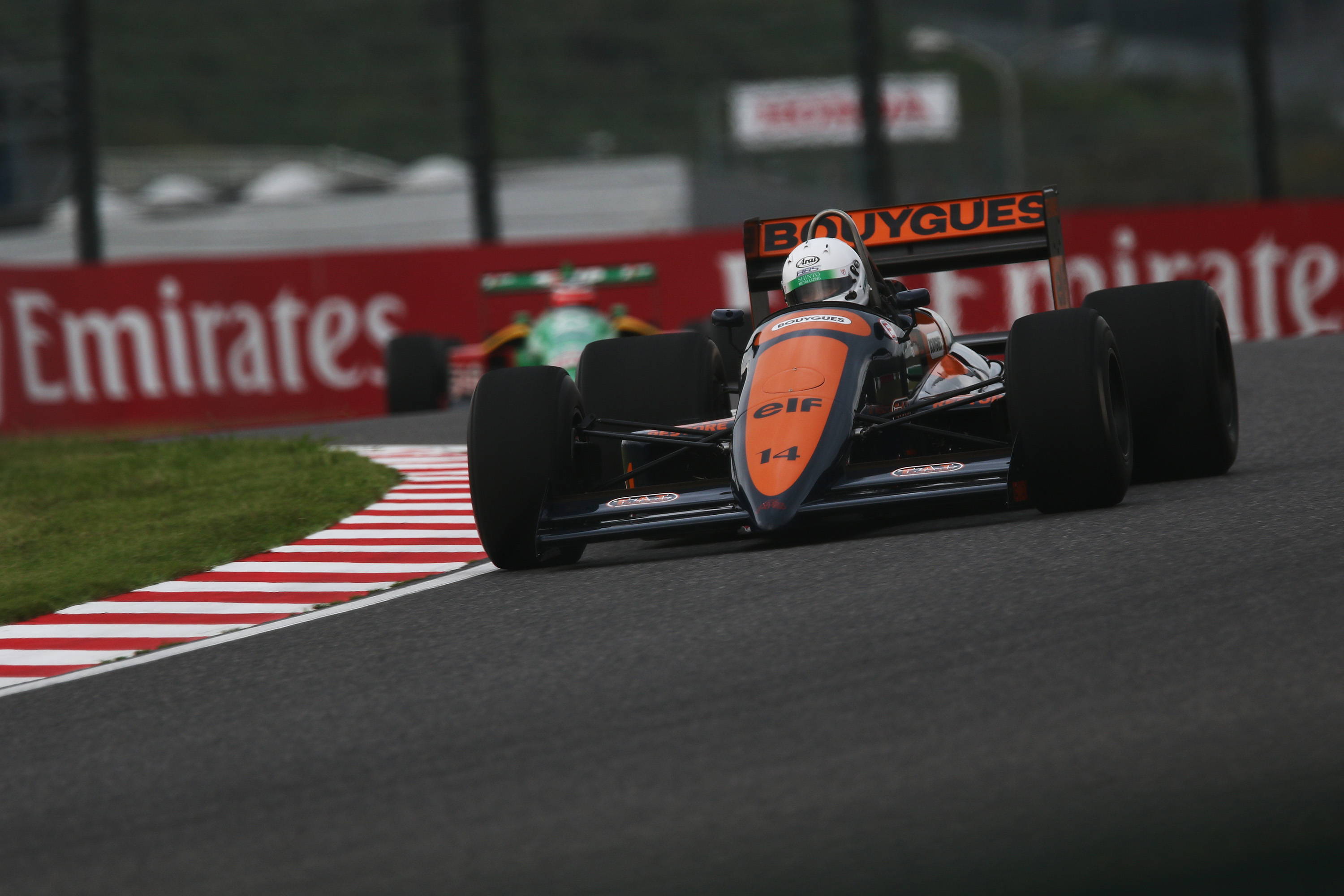
AGS JH23

Im Winter 1987/88 litt AGS unter erheblichen finanziellen Problemen. Erst als Philippe Streiff als Fahrer verpflichtet und mit ihm die R.J. Reynolds Tobacco Company (mit der Marke Camel) als Sponsor gewonnen werden konnte, war die Teilnahme an der Formel-1-Weltmeisterschaft 1988 gesichert. Eine weitere finanzielle Konsolidierung zeichnete sich im April 1988 ab, als die französische Unternehmensgruppe Bouygues als größerer Sponsor einstieg. Im Hinblick auf die nunmehr positiven Perspektiven stockte AGS sein Personal auf; eine der Neuverpflichtungen war der frühere Rennfahrer François Guerre-Berthelot, der künftig die Funktion des sportlichen Direktors bekleiden sollte.
Christian Vanderpleyn entwickelte in den Wintermonaten das künftige Auto des Teams, den AGS JH23. Hierbei handelte es sich um ein kleines, unkompliziertes Auto, das sich von den Renault-Ursprüngen seiner Vorgänger inzwischen weitgehend emanzipiert hatte. Der JH23 war mit einem Radstand von 2680 mm neben dem Minardi M188 das kompakteste Auto des diesjährigen Starterfeldes; das vollständige Fehlen einer Lufthutze ließ ihn noch niedriger wirken. Angetrieben wurde der JH23 wiederum von einem Cosworth DFZ-Achtzylinder, der bei Heini Mader präpariert wurde.
Nach Einschätzung Steiffs hatte der JH23 erhebliches Entwicklungspotential. Bei den ersten Testfahrten vor Saisonbeginn erschien der Wagen noch – wie seine Vorgänger – in weißer Lackierung; nach dem Einstieg von Bouygues wurde die Wagenfarbe in schwarz geändert, und die Sponsoraufschriften zeigten sich in auffälligem Orange.
Der JH23 war im Hinblick auf das Leistungspotential ein deutlicher Fortschritt gegenüber seinen Vorgängern. In allen 16 Rennen gelang Philippe Streiff die Qualifikation; Startplätze unter den ersten 20 waren der Regelfall. Das beste Qualifikationsergebnis erzielte Streiff beim Großen Preis von Kanada, wo er mit 3,2 Sekunden Rückstand auf die Pole-Zeit von Ayrton Senna im turbogetriebenen McLaren den 10. Startplatz einnahm (vor dem Williams von Riccardo Patrese und dem Lotus von Satoru Nakajima). Im folgenden Rennen, dem Großen Preis der USA, ging Streiff als Elfter ins Rennen, in beim Großen Preis von Monaco als Zwölfter.
Allerdings ließen sich diese Qualifikationsergebnisse nur selten in zählbare Ergebnisse umsetzen. Im Laufe der Saison beendete Streiff nur fünf von 16 Rennen. Sein bestes Ergebnis war der achte Platz beim Großen Preis von Japan; ansonsten kam er in Portugal als Neunter, in Imola und Belgien als Zehnter und beim Großen Preis von Mexiko als Zwölfter ins Ziel.
Der JH23 litt im gesamten Jahr an technischen Defekten, die aussichtsreiche Positionierungen in den Rennen zunichtemachten. Besonders deutlich zeigte sich das beim Großen Preis von Kanada: Hier lag Streiff an fünfter Position, als er in der 41. Runde nach einem Aufhängungsbruch zum Aufgeben gezwungen war. In Detroit hatte Streiff nach langem Kampf um den siebenten Platz den dreifachen Weltmeister Nelson Piquet im turbogetriebenen Lotus-Honda überholt. Allerdings war bei dem Überholmanöver die Aufhängung des AGS beschädigt worden, so dass Streiff erneut ausfiel. Beim Großen Preis von Großbritannien in Silverstone brach mitten im Rennen der Heckflügel des AGS weg. Der Wagen wurde unbeherrschbar, und Streiff erlitt nach dem Ausritt leichte Verletzungen. Am Großen Preis von Monaco, gleichsam ein Heimatrennen des an der Côte d’Azur beheimateten Rennstalls, konnte Streiff gar nicht erst teilnehmen. Der Wagen erlitt in der Formationsrunde einen Defekt am Gaszug, der bis zum Rennbeginn nicht behoben werden konnte. Beim Großen Preis von Australien rollte Streiff, an siebenter Stelle liegend, wegen Benzinmangels vorzeitig aus. Angesichts der zurückgelegten Distanz wurde er letztlich noch als Elfter (und Letzter) gewertet. Insgesamt beendete AGS die Saison 1988, in der McLaren insgesamt 199 WM-Punkte einfuhr, ohne einen einzigen Zähler in der Konstrukteursmeisterschaft. Allerdings waren die Ergebnisse der anderen beiden französischen Teams, die Équipe Ligier und Larrousse, trotz größerer Ressourcen nicht besser.
In der zweiten Jahreshälfte 1988 litt AGS an erheblichen teaminternen Problemen. Sie wurden ausgelöst durch den Rückzug des Sponsors Bouygues, der nach Darstellung in einigen französischen Presseberichten bereits seit Frühjahr seinen Zahlungsverpflichtungen nicht mehr nachgekommen war. Henri Julien hatte im Hinblick auf die in Aussicht gestellten Gelder von Bouygues erheblich in die Infrastruktur seines Teams investiert. Insbesondere hatte er eine Modernisierung der Rennstrecke in Le Luc organisiert und dort neue, zeitgemäße Werkshallen für sein Team errichten lassen. Zu der Zeit, als Bouygues sich zurückzog, hatten die Arbeiten an den neuen Werkshallen bereits begonnen. Angesichts des Wegfalls seines Sponsors konnte Julien die Rechnungen der Bauunternehmer nicht mehr bezahlen; im Sommer 1988 drohte dem Team daraufhin die Insolvenz. Um den Rennstall zu retten, übernahm Cyril de Rouvre, der Inhaber einer der beteiligten Bauunternehmen, das AGS-Team; im Gegenzug entfielen seine Werklohnforderungen aus den Bauarbeiten in Le Luc. Henri Julien musste dieser Lösung zustimmen. Er blieb Ehrenpräsident und Berater des Rennstalls, sah seine tatsächlichen Kompetenzen aber zunehmend eingeschränkt.
Diese Unsicherheit führte im August dazu, dass eine Reihe von AGS-Angestellten das Team verließen. Neben einigen Mechanikern waren dies vor allem Christian Vanderpleyn, der seine nahezu dreißigjährige Verbindung mit dem provencalischen Rennstall damit beendete, sowie der Teammanager Frédéric Dhainhaut. Sie wechselten geschlossen zum italienischen Team Coloni.

### 1989

#### Die Ausgangslage
1989 wurde für AGS zu einem problematischen Jahr. Intern erlebte das Team große Brüche, die sich auf die Konkurrenzfähigkeit auswirkten. Nach dem Auszug Christian Vanderpleyns und einiger altgedienter AGS-Mechaniker stellte Cyril de Rouvre eine Reihe neuer Mitarbeiter ein, die fundierte Fähigkeiten mitbrachten, denen aber – wie ein ehemaliges Teammitglied beklagte – die emotionale Verbindung zu dem Rennstall fehlte, die in den vergangenen Jahrzehnten die mangelnden Ressourcen wiederholt wettgemacht hatte. Zum neuen Personal gehörte ab 1989 der Ingenieur Claude Galopin, der zuvor bei Ligier gearbeitet hatte, sowie Henri Cochin, der Teamleiter wurde. Zu Beginn der Saison 1989 arbeiteten insgesamt 30 Angestellte für das Team.
Die wesentlichste technische Regeländerung war das neu in Kraft getretene Verbot von Turbomotoren: Künftig mussten alle Teams Saugmotoren verwenden. Während die finanzkräftigsten Rennställe zumeist exklusive Motorenpartner wie Honda oder Renault hatten, die hoch entwickelte, leistungsstarke Triebwerke bereitstellten, nutzten kleinere Teams üblicherweise Kundentriebwerke von Judd oder Cosworth, die weitgehend standardisiert waren und gegenüber den stärksten Motoren ein Leistungsdefizit von mindestens 100 PS aufwiesen.
Von erheblicher praktischer Relevanz war daneben die erhebliche Erweiterung des Starterfeldes. Sie beruhte einerseits auf dem Umstand, dass 1989 mit 20 Teams so viele Rennställe wie nie zuvor in der Formel 1 antraten; andererseits forderte die FISA für 1989 von jedem Team den Einsatz von zwei Autos. Da mit Ausnahme EuroBruns alle Teams dieser Forderung folgten, konkurrierten 1989 insgesamt 39 Fahrzeuge um 26 Startplätze. Damit wurde eine Vorqualifikation erforderlich, die am Freitagmorgen vor dem ersten freien Training abgehalten wurde. In ihr traten zwölf Fahrzeuge gegeneinander an, und nur die vier schnellsten durften am anschließenden Zeittraining teilnehmen. Der Vorqualifikation unterlagen die nach Maßgabe der Vorsaison schwächsten Teams sowie solche Teams, die 1988 nur ein Auto eingesetzt hatten, 1989 aber zwei Wagen meldeten: In diesem Fall unterlag jedenfalls das neu gemeldete zweite Auto der Vorqualifikation. Das betraf auch AGS: Einer der AGS-Wagen hatte bis zur Saisonmitte einen sicheren Startplatz, das zweite hingehen musste sich von Beginn an vorqualifizieren.

#### Die Autos
Wie in den Vorjahren hielt AGS auch für 1989 an Cosworth-Motoren fest. Die meisten Statistiken bezeichnen das Triebwerk als Cosworth DFR, andere Quellen behaupten hingegen, AGS habe lediglich überarbeitete DFZ-Triebwerke verwendet.
Claude Galopin nahm zum Jahresbeginn die Arbeit an einem neuen Auto auf; zu Saisonbeginn war es jedoch nicht fertig, so dass das Team zunächst mit überarbeiteten Vorjahreswagen an den Start gehen musste. Bei diesen sog. JH23B handelte es sich um die drei 1988 angefertigten Fahrzeuge mit den Fahrgestellnummern 034, 035 und 036. Als Antrieb diente nach wie vor ein Achtzylinder-Motor von Cosworth, der bei Heini Mader präpariert wurde. Neu war ein von AGS selbst entwickeltes Sechsgang-Getriebe, das das im Vorjahr verwendete Modell mit fünf Gängen ablöste.
Zum achten Rennen der Saison 1989, dem Großen Preis von Großbritannien, gab es ein neues Auto: Der AGS JH24 von Claude Galopin war ein schlankes Auto, das zum ersten Mal in der Teamgeschichte eine Motorabdeckung aufwies und sich gegenüber dem Vorgänger vor allem durch ein stärkeres und schwereres Monocoque sowie eine tiefer liegende Motoraufhängung auszeichnete. Der in drei Exemplaren hergestellte JH24 war der erfolgloseste Wagen, den AGS für die Formel 1 gebaut hat: In den elf Rennen zwischen Juli 1989 und März 1990 war bei 21 Versuchen nur eine einzige Qualifikation eines JH24 zu verzeichnen (Dalmas beim Großen Preis von Brasilien), wo es nur zu 28 Runden reichte. In der Formel-1-Saison 1989 nahm der JH24 an keinem einzigen Rennen teil.

#### Die Fahrerwahl
Als erster Fahrer, der nicht der Vorqualifikation unterlag, wurde erneut Philippe Streiff benannt. Letzten Endes fuhr Streiff infolge seines vor Saisonbeginn erlittenen schweren Testunfalls nicht; er wurde durch Gabriele Tarquini ersetzt.
Für das zweite Cockpit war eine Zeitlang Jean-Louis Schlesser im Gespräch gewesen, der 1983 einen erfolglosen Versuch unternommen hatte, sich für RAM zum Großen Preis von Frankreich zu qualifizieren und 1988 ein einzelnes Formel-1-Rennen für Williams (als Ersatz für den verunglückten Nigel Mansell) gefahren war. Letzten Endes entschied sich das Team jedoch für deutschen Newcomer Joachim Winkelhock, den jüngeren Bruder des 1985 verstorbenen Rennfahrers Manfred Winkelhock. Joachim Winkelhock war im vergangenen Jahr noch in der Formel 3 gefahren; über Erfahrungen in der Formel 3000 verfügte er nicht. Sein direkter Einstieg in die Formel 1 war in erster Linie seinen Sponsoren Liqui Moly und Camel Deutschland geschuldet, die ihre Namen weltweit präsentieren wollten. AGS war an den damit verbundenen Geldern sehr interessiert und stellte die Bedenken hinsichtlich der Leistungsfähigkeit Winkelhocks zurück. Winkelhock unterlag der Vorqualifikation. Zwischen Joachim Winkelhock und dem Teamchef Henri Cochin entwickelte sich bald eine auch von Außenstehenden wahrgenommene Antipathie. Winkelhock wurde nicht in das Team integriert und auch nicht regelmäßig über aktuelle Entwicklungen unterrichtet. So unterließ es Cochin beispielsweise, Winkelhock von einer Testfahrt des Teams in Le Castellet zu benachrichtigen. Davon erfuhr Winkelhock erst beim darauffolgenden Rennen von einigen Journalisten. In zahlreichen Pressemitteilungen finden sich sodann Hinweise auf praktische Benachteiligungen Winkelhocks. So berichtet der britische auto course, dass Winkelhock beim Großen Preis von Monaco mit vollen Tanks in die Vorqualifikation geschickt wurde; ein anderes Mal seien ihm frische Reifen verwehrt worden. Tatsächlich war AGS, auch wenn das Team zwei Autos für die Saison 1989 gemeldet hatte, weiterhin nicht mehr als ein Ein-Wagen-Team: Die gesamte Aufmerksamkeit lag auf dem ersten Wagen, der zunächst von der Vorqualifikation befreit war. Winkelhock beendete sein Engagement bei AGS noch vor Ablauf der Saison.

#### Philippe Streiffs Unfall in Rio de Janeiro

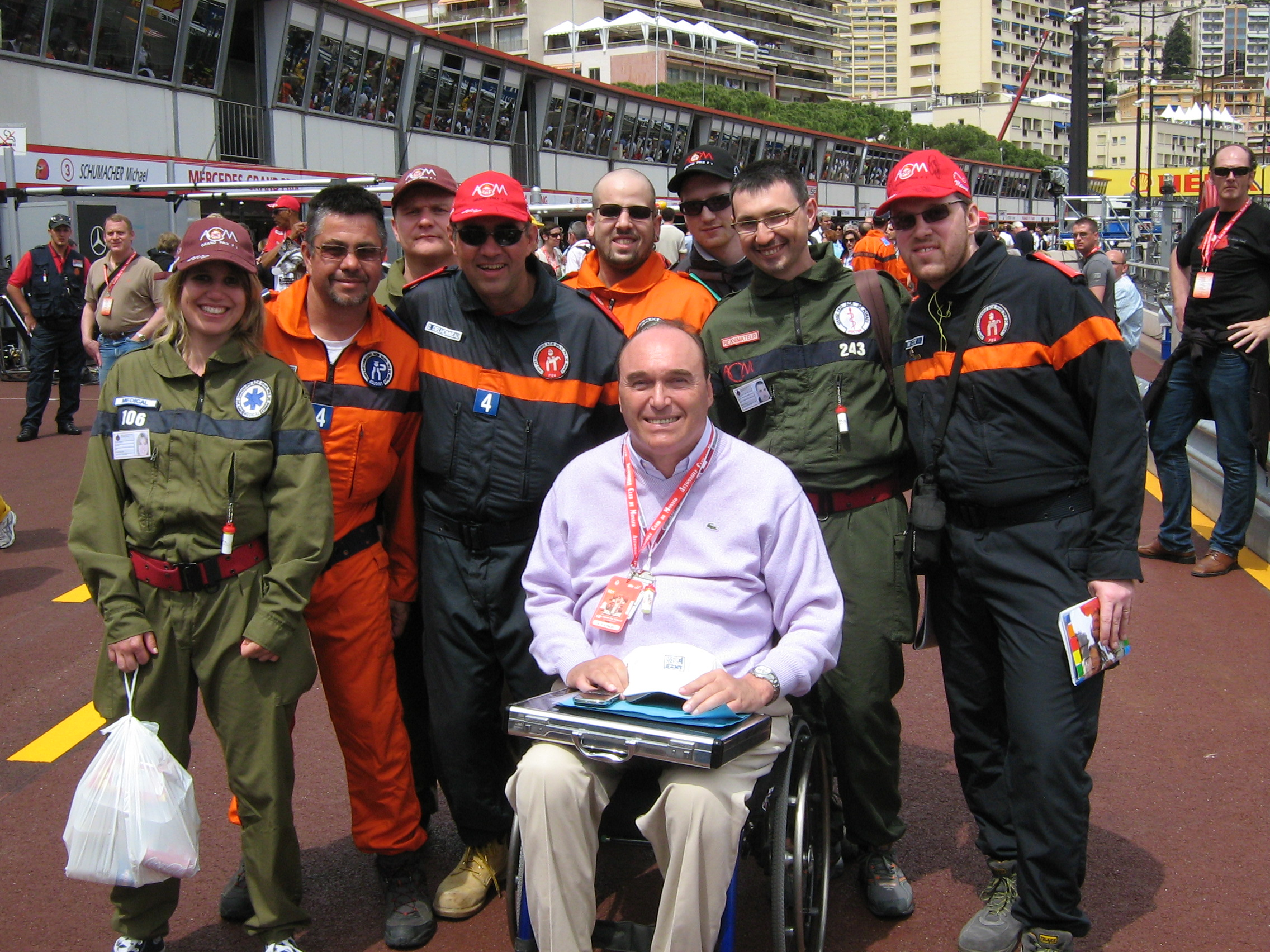
Philippe Streiff

Eine Woche vor Saisonbeginn veranstaltete die FISA in Rio de Janeiro offizielle Testfahrten, an denen AGS wie die meisten anderen Teams auch teilnahm. Bei einer Testfahrt am 18. März 1989 kam Streiff vermutlich infolge eines Fahrfehlers von der Fahrbahn ab. Das Auto überschlug sich mehrfach, dabei brach der nicht in das Chassis integrierte, sondern lediglich aufgesetzte Überrollbügel ab, und das Chassis wurde zerstört. Streiff konnte zunächst noch die Beine und die Arme bewegen. Allerdings kam es in den darauf folgenden Stunden zu Komplikationen, in deren Folge Streiff eine Querschnittlähmung davontrug. Ob die Lähmung eine unmittelbare Folge des Unfalls war oder auf Fehler bei der medizinischen Versorgung zurückzuführen war, ist umstritten. Über das, was nach dem Unfall genau passierte, gibt es sehr unterschiedliche Mediendarstellungen.

#### Die Rennen
Zum Auftaktrennen der Formel-1-Saison 1989, dem Großen Preis von Brasilien, der acht Tage nach Streiffs schwerem Unfall stattfand, trat AGS nur mit Joachim Winkelhock im zweiten JH23B an; für Philippe Streiff gab es zunächst keinen Ersatz. Winkelhock war nur Neunter der Vorqualifikation und erhielt keine Berechtigung, an der eigentlichen Qualifikation teilzunehmen. Für das folgende Rennen verpflichtete AGS den Italiener Gabriele Tarquini als Ersatz für Streiff. Tarquini war im Jahr zuvor bei Coloni gefahren, einem ähnlich kleinen Rennstall wie AGS, und war 1989 zunächst mit dem gescheiterten Formel-1-Projekt des italienischen Formel-3000-Teams First Racing verbunden gewesen. Tarquinis Auto war zunächst von der Vorqualifikation befreit.
In seinem ersten Rennen für AGS, dem Großen Preis von San Marino, qualifizierte sich Tarquini mit seinem JH23B für den 18. Startplatz (vor dem Lotus von Nelson Piquet) und lief als Achter ins Ziel. Beim Großen Preis von Monaco schaffte er sogar den 13. Startplatz, fiel im Rennen allerdings infolge eines Elektrikdefekts aus. Besser lief es beim Großen Preis von Mexiko. Hier fuhr Tarquini, vom 17. Platz startend, als Sechster ins Ziel und verschaffte dem AGS-Team damit nach Roberto Morenos Erfolg in Australien 1987 den zweiten Weltmeisterschaftspunkt. Beim anschließenden Großen Preis der USA wurde Tarquini noch einmal Siebenter. Es sollte der letzte Zieleinlauf für AGS in diesem Jahr sein. Bei den nächsten beiden Rennen in Kanada und Frankreich fiel er jeweils aus, einmal infolge eines Motorschadens, ein weiteres Mal nach einem Unfall.
Zum Großen Preis von Großbritannien wurde erstmals der neue JH24 eingesetzt (zunächst allerdings nur für Gabriele Tarquini; der zweite JH24 war erst drei Wochen später fertig). Zum gleichen Rennen erhielt Tarquini zudem einen neuen Teamkollegen. Nachdem Joachim Winkelhock in sieben Anläufen kein einziges Mal die Vorqualifikation bestanden hatte, trennte er sich von AGS. An seine Stelle trat der Franzose Yannick Dalmas, der im Jahr zuvor bei Larrousse gefahren war. Seine Ergebnisse waren nicht besser als die Winkelhocks: Auch Dalmas schaffte kein einziges Mal die Vorqualifikation. Damit hatte das zweite Auto von AGS nicht einmal an einem Rennen teilgenommen.
Die Lage des Teams verschlechterte sich in der zweiten Saisonhälfte: Nach dem Rennen in Silverstone wurden die Teams, deren Autos der Vorqualifikation unterlagen, neu zusammengestellt. Grundlage hierfür waren nunmehr die Ergebnisse der ersten Saisonhälfte 1989. Zwar hatte AGS im zurückliegenden Halbjahr einen WM-Punkt erreicht und war damit besser als einige direkte Konkurrenten wie Coloni, EuroBrun Racing oder Zakspeed. Allerdings waren andere Vorqualifikanten – beispielsweise Rial – erfolgreicher gewesen. Von besonderer Bedeutung aber war Minardi: Im letzten maßgeblichen Rennen, dem Großen Preis von Großbritannien, hatten seine Fahrer Pierluigi Martini und Luis Pérez-Sala den fünften bzw. sechsten Endrang belegt und damit die ersten drei WM-Punkte für das italienische Team in dieser Saison geholt. Diese drei Punkte ersparten beiden Minardi-Fahrern künftig die Vorqualifikation. Als Team mit nur einem WM-Punkt hatte AGS auf den letzten Drücker das Nachsehen, so dass ab dem Großen Preis von Deutschland beide AGS-Fahrer der Vorqualifikation unterlagen. Sowohl Tarquini als auch Dalmas scheiterten in den verbleibenden acht Rennen des Jahres regelmäßig an der Vorqualifikation. Beim Großen Preis von Japan nahmen sie mit acht bzw. zehn Sekunden Rückstand sogar die letzten beiden Ränge ein. In Portugal wurde Dalmas bereits während der Vorqualifikation von der weiteren Teilnahme ausgeschlossen, weil er regelwidrig Reifen des vorherigen Rennens verwendet hatte.
AGS beendete die Formel-1-Saison 1989 mit einem WM-Punkt als 14. der Konstrukteursmeisterschaft, gleichrangig mit dem Team von Gérard Larrousse.

#### AGS und MGN
Im Laufe des Jahres 1989 wurde AGS insbesondere von der französischen Presse wiederholt mit einem neuartigen Formel-1-Motor von Moteurs Guy Nègre (MGN) in Verbindung gebracht. Das provencalische Unternehmen hatte 1988 einen Zwölfzylinder W-Motor für die Formel 1 entwickelt und gebaut. Im September 1989 testete MGN den Motor in einem umgebauten JH22. Hierbei handelte es sich um private Tests; AGS war daran nicht beteiligt. Hinweise darauf, dass AGS Interesse an einer regulären Verwendung des Triebwerks in der Formel 1 gehabt hätte, gibt es nicht.

### 1990
1990, die fünfte Formel-1-Saison des Teams, war ein weiteres schwieriges Jahr für AGS. In diesem Jahr traten 19 Rennställe in der Formel 1 an. Zwar hatten Zakspeed und Rial Ende 1989 den Betrieb eingestellt, aus Italien kam aber der neue Rennstall Life Racing, der sich erstmals in der Formel 1 engagierte. Das Starterfeld bestand aus 35 Autos. Anders als 1989 bestand für die Teams wieder die Möglichkeit, nur ein Auto an den Start zu bringen. Osella, Coloni und Life Racing machten davon Gebrauch; AGS hingegen trat weiterhin mit zwei Autos an. Beide Wagen unterlagen angesichts der enttäuschenden Ergebnisse des Vorjahres der Vorqualifikation, wo sie gegen die Wagen von Coloni, EuroBrun Racing, Life Racing und Osella anzutreten hatten.
In den Wintermonaten 1989/90 gingen die Umstrukturierungen im AGS-Team weiter. Abgesehen von den beiden Fahrern Gabriele Tarquini und Yannick Dalmas, die auch in der neuen Saison im Team bleiben sollten, stellte Cyril de Rouvre eine Reihe neuer Mitarbeiter ein. Neues Aushängeschild war Hugues de Chaunac, der Gründer des vielseitigen französischen Rennstalls ORECA. De Chaunac war seinerseits eine nationale Motorsportlegende, seit er in den 1970er Jahren Manager des jungen Formel-3-Piloten Alain Prost gewesen war. Er sollte dem angeschlagenen AGS-Team Glanz verleihen, blieb aber nur ein paar Monate. Bereits im Juni 1990, als sich die verpassten Vorqualifikationen häuften, verließ er das Team wieder, um – so die Einschätzung in der französischen Presse – seinem Ruf keinen Schaden zuzufügen. Neu im Team war auch Claude Rouelle, der die Funktion des technischen Direktors bekleidete. Aus Italien (von Coloni) war Michel Costa zu AGS zurückgekehrt, wo er bereits zwischen 1980 und 1988 an der Seite von Christian Vanderpleyn gearbeitet hatte.
Michel Costa entwickelte seit Jahresbeginn ein neues Auto, den AGS JH25. Viele Komponenten des Wagens entsprachen seinem Vorgänger, beispielsweise die konventionelle Aufhängung oder das Getriebe. Der Wagen war weiterhin sehr schwer, wies aber nach übereinstimmenden Berichten vieler Beobachter eine verbesserte Aerodynamik auf. Auffälligstes Detail war ein ovaler Lufteinlass an der Spitze der Airbox. Der JH25 war erst zum dritten Rennen des Jahres, dem ersten Lauf der „europäischen Saison“ in Imola fertiggestellt; für die ersten beiden Rennen nutzte AGS weiterhin die nicht konkurrenzfähigen JH24, die nun als B-Spezifikation gemeldet wurden. Der JH25 wurde bis zum Sommer 1991 verwendet.
AGS verfügte zum Saisonbeginn über vergleichsweise großzügige Sponsorgelder von Ted Lapidus, einem französischen Couturier. Der Wagen war schwarz lackiert und trug silberne Akzentstreifen mit gelbem Lapidus-Schriftzug. Das Farbmuster wurde auch beibehalten, nachdem sich Lapidus angesichts der mangelnden Erfolge im Sommer 1990 vom Team trennte.
Das Team hatte 1990 nur wenige Erfolge, auch wenn es zum Jahresende eine leichte Tendenz der Besserung gab. Das Auftaktrennen, der Große Preis der USA in Phoenix, war enttäuschend. Es war das Rennen der kleinen Teams. Überraschend stand der Minardi von Pierluigi Martini auf dem zweiten und Olivier Grouillards Osella auf dem achten Startplatz. In dieser einmaligen Situation der Schwäche der großen Teams, die durch besondere Qualifikationsreifen von Pirelli begünstigt wurde, verpassten beide AGS-Piloten mit ihren alten JH24B-Modellen die Vorqualifikation. Beim anschließenden Großen Preis von Brasilien gelang Dalmas eine Überraschung: Dalmas kämpfte sich durch die Vorqualifikation und Qualifikation, und letztlich erarbeitete er sich für das Rennen den 26. (und letzten) Startplatz (mit 3,8 Sekunden Rückstand auf die Pole-Zeit von Ayrton Senna im McLaren). Im Rennen selbst vollendete er 28 Runden. In der 29. Runde brach die Vorderradaufhängung, die kurz zuvor noch von den Mechanikern verstärkt worden war. Dies war der einzige Auftritt eines JH 24 in einem Großen Preis. Die Wagen gehören heute zum Inventar der AGS-Rennfahrerschule.
Sechs Wochen später begann mit dem Großen Preis von San Marino in Imola die „europäische Saison“. AGS hatte aus diesem Anlass zwei Exemplare des neuen JH25 fertiggestellt. Das Team meldete allerdings nur einen Fahrer. Yannick Dalmas hatte sich angeblich verletzt und konnte nicht antreten, so dass letztlich nur Gabriele Tarquini in Imola in Erscheinung trat. Das, was die Premiere eines neuen Wagens und die Grundlage für bessere Ergebnisse sein sollte, geriet indes zu einem Fiasko. Sicher ist, dass Tarquini in der Vorqualifikation keine einzige Runde beendete; in den offiziellen Meldelisten ist er mit 0′00″ gezeitet. Nach einigen Berichten kollabierte auf der ersten Runde die Benzinpumpe des neuen Autos, so dass der Wagen mitten auf der Strecke liegenblieb. Weiter wird berichtet, dass der zweite JH25 zwar in der Box des Teams gestanden habe, der Wagen aber für den wesentlich kleineren Dalmas vorbereitet war und in der Kürze der Zeit nicht auf Tarquinis Körpermaße umgebaut werden konnte. Letztlich wurde Tarquini nicht gezeitet; das Team reiste nach der erfolglosen Vorqualifikation wieder ab. Es gibt allerdings auch Berichte, wonach es sich bei dem Ausfall um ein geplantes Vorgehen gehandelt habe. Danach sei der JH25 zum Großen Preis von San Marino tatsächlich noch nicht einsatzbereit gewesen. Das Team habe noch etwas Zeit gebraucht, um den neuen Wagen renntauglich zu machen. Um nicht zu viel Zeit mit dem Rennbetrieb zu vergeuden, habe es das Rennen in Imola auslassen wollen; die gescheiterten Bemühungen der Vorqualifikation habe diesen Entschluss verdecken sollen.
Die eigentliche Premiere erlebte der JH25 beim Großen Preis von Monaco. Hier konnte sich keiner der Fahrer vorqualifizieren. Gleiches galt für die folgenden Rennen in Kanada und Mexiko. Hier erwies sich der JH25 als langsam; die Rückstände der AGS-Fahrer auf die Spitzenfahrer betrugen jeweils zwischen neun und elf Sekunden pro Runde.
Die erste Rennteilnahme des JH25 gab es anlässlich des Großen Preises von Frankreich im Juli 1990. Hier schafften beide Fahrer erstmals die Vorqualifikation. Tarquini blieb in der eigentlichen Qualifikation stecken, Dalmas aber erkämpfte den 26. Startplatz. Er kam mit fünf Runden Rückstand ins Ziel und wurde als 17. gewertet. Es war die erste Zielankunft eines AGS seit über einem Jahr. Tarquini qualifizierte sich zu den Großen Preisen von Großbritannien und Ungarn; ins Ziel kam er allerdings nur auf dem Hungaroring. Hier wurde er 13. mit 2 Runden Rückstand. Dalmas hingegen scheiterte in vier weiteren Anläufen jeweils an der Vorqualifikation.
Die Lage besserte sich ab dem Großen Preis von Belgien. Äußerer Anlass war das Ende des von Peter Monteverdi betriebenen Rennstalls Onyx Grand Prix, der nach dem Großen Preis von Ungarn seine Tore geschlossen hatte. Durch das Ausscheiden dieses Konkurrenten, der bis zuletzt nicht der Vorqualifikation unterlegen hatte, rückte AGS auf, so dass das Team ab dem Rennen in Belgien automatisch vorqualifiziert war. In der Folgezeit gelang Dalmas dreimal in Folge die Qualifikation, und zwar bei den Großen Preisen von Italien, Portugal und Spanien. In Spanien schaffte auch Tarquini die Qualifikation; damit gingen erstmals (und zugleich letztmals) zwei AGS-Autos bei einem Formel-1-Rennen an den Start. Während Tarquini in Spanien schon nach drei Runden wegen Elektrikschadens ausfiel, kam Dalmas als Neunter ins Ziel und bescherte dem Team damit das beste Saisonergebnis. Dieses Ergebnis reichte aus, um AGS für die Formel-1-Saison 1991 von der Vorqualifikation zu befreien. Dementsprechend wurde es in Gonfaron wie ein Sieg gefeiert.

### 1991
Die Formel-1-Weltmeisterschaft 1991 wurde zum Schwanengesang für das AGS-Team.

#### Die Ausgangslage
Die finanzielle Lage war in den Wintermonaten 1990/91 problematisch. Es gab keine Sponsoren, und Cyril de Rouvre war nicht bereit, den Rennstall mit eigenem Geld am Leben zu halten. In den ersten Monaten des Jahres 1991 verhandelte de Rouvre mit Gerard Larrousse über eine Fusion mit dessen Formel-1-Team. Die Fusion wurde letztlich nicht vollzogen. Über die Gründe des Scheiterns gibt es unterschiedliche Darstellungen. Nach einigen französischen Zeitungsberichten waren sich die beiden Teameigner über die Fusion grundsätzlich einig; allerdings soll die Fusion letztlich am AGS-Teamchef Henri Cochin gescheitert sein, der inzwischen ebenfalls Anteile am Team erworben hatte. Andere Zeitungen berichten demgegenüber, dass es keine Einigung zwischen Cyril de Rouvre und Gerard Larrousse erreicht worden sei, da beide jeweils 51 % am neu zu bildenden Team halten wollten. Zutreffend ist jedenfalls, dass sich de Rouvre im Februar 1991 vom operativen Geschäft zurückzog und das Team sich selbst – und der Ägide von Henri Cochin – überließ.
In diesen Wochen war nicht klar, ob AGS in der Formel-1-Saison 1991 würde antreten können. Was das Team am Leben hielt, war die Hoffnung auf Andrea de Cesaris als neuen Fahrer – und auf dessen Sponsorgelder von Marlboro Italia; die Rede war von zwei Millionen US-Dollar. De Cesaris war in der zurückliegenden Saison erfolglos für die BMS Scuderia Italia gefahren und hatte für die Saison 1991 keine Angebote von konkurrenzfähigen Teams. Dem Vernehmen nach hatte er im Januar 1991 sogar mit dem am Boden liegenden Team Coloni gesprochen, bevor er Kontakte zu AGS aufnahm. Anfang Februar 1991 veranstaltete de Cesaris eine Testfahrt für AGS auf der Piste von Le Luc. Dabei zerstörte er seinen JH25 vollständig, so dass AGS gezwungen war, für die kommende Saison ein weiteres Chassis (Nr. 044) aufzubauen. Letztlich kamen de Cesaris und AGS nicht ins Geschäft; de Cesaris sah die Möglichkeit eines Einsatzes für das neu gegründete Team Jordan Grand Prix, die er für hoffnungsvoller hielt als ein Engagement bei AGS.
Letztlich gelang es Henri Cochin, dank einer persönlichen Bürgschaft Kredite zu erhalten, die es AGS ermöglichten, an den ersten Rennen des Jahres 1991 teilzunehmen. Schulden hatte AGS auch bei Motorenlieferant Heini Mader, der letztlich ebenfalls Eigentumsanteile am Team erhielt. Im Gegenzug lieferte er drei nicht ganz neue DFR-Triebwerke nach Gonfaron. Technikchef Michel Costa erklärte in einem Interview im März 1991: „Es ist klar, dass man bei unseren Mitteln keine Wunder erwarten kann. Unser erstes Ziel ist es zu überleben, in der Formel 1 zu bleiben. Selbstverständlich sind wir nicht damit zufrieden, auf Dauer die zweite Geige zu spielen. Aber zunächst müssen wir alles darauf konzentrieren, unsere Lage zu festigen. Dann muss man Schritt für Schritt nach vorne gehen“.
Wiederum war das Starterfeld – und damit die Konkurrenz für AGS – gut aufgestellt. Insgesamt 18 Teams, darunter die Neugründungen Jordan Grand Prix und das Modena Team, bewarben sich mit 34 Autos um jeweils 26 Startplätze. Angesichts der finanziellen Not überraschte es, dass AGS auch 1991 zwei Autos ins Rennen schickte und sich nicht – wie Coloni und das aus Osella hervorgegangene Team Fondmetal – mit einem Fahrzeug begnügte. In technischer Hinsicht musste AGS auf die Substanz des Vorjahres zurückgreifen: drei nunmehr weiß lackierte JH25 wurden mit geringfügigen Änderungen zur B-Spezifikation umgebaut; sie mussten bis in den Spätsommer 1991 hinein ihren Dienst verrichten. Zwar arbeitete Technikchef Michel Costa in Le Luc an einem neuen Fahrzeug namens JH26. Als die Saison begann, waren von dem Wagen allerdings nicht mehr als ein paar grobe Zeichnungen und ein Plastikmodell fertig gestellt. Allein die Aussicht, in der ersten Saisonhälfte von der Vorqualifikation verschont zu sein, gab dem Team Auftrieb.
Personell waren in mancherlei Hinsicht Veränderungen zu verzeichnen. Während Gabriele Tarquini im Fahrerkader verblieb – angeblich um dem notleidenden Team den Rücken zu stärken, tatsächlich wohl vor allem in Ermangelung einer Alternative – zog sich Dalmas nach eineinhalb Jahren von AGS zurück, wobei er seinem Ärger über die mangelnde Konkurrenzfähigkeit des Teams in der Presse deutlich Ausdruck verlieh. Nachdem de Cesaris als Ersatz ausgefallen war, gelang AGS eine überraschende Neuverpflichtung: Als zweiten Fahrer konnte der Schwede Stefan Johansson gewonnen werden, der WM-Fünfte der Formel-1-Saison 1986, der sich nach enttäuschenden Jahren bei der Scuderia Ferrari und McLaren seit einiger Zeit durch weniger konkurrenzfähige Teams wie Ligier (1988) und Onyx Grand Prix bzw. Monteverdi (1989 und 1990) hatte kämpfen müssen und nun bei AGS seine letzte Chance auf einen Verbleib in der Formel 1 sah.

#### Die Rennen zum Saisonauftakt
Die ersten beiden Rennen des Jahres waren hoffnungslos. Johansson verpasste jeweils die Qualifikation. Tarquini qualifizierte sich in Brasilien und den USA, kam aber nur in Phoenix als Achter ins Ziel. Es war die letzte Zielankunft eines AGS in der Formel 1. Zu den Überseerennen war die finanzielle Not beklemmend. Heini Mader berichtete später, dass er die AGS-Mechaniker in Phoenix in ein Restaurant zum Essen einladen musste, da weder sie noch das Team über genügend Geld für Verpflegung verfügten.

#### Vorübergehende Rettung aus Italien
Nach dem Großen Preis von Brasilien war das geringe Budget Henri Cochins aufgebraucht. Anfang April 1991 gelang es ihm, das Team in einem von Gabriele Tarquini vermittelten Geschäft zu verkaufen. Die neuen Eigentümer kamen aus Italien: Gabriele Raffanelli, Miteigentümer des seinerzeit in der DTM aktiven italienischen Teams Scuderia Bigazzi, und Patricio Cantù, Chef des Formel-3000-Rennstalls Crypton, übernahmen Ende April 1991 das hoch verschuldete AGS-Team.
Schon vor ihrem ersten Rennen, dem Großen Preis von San Marino in Imola, führten Rafanelli und Cantù viele Änderungen durch, die aus dem ehemals rein französischen nunmehr ein weitgehend italienisch geprägtes Team machten. Sowohl Henri Cochin als auch Michel Costa und sogar Stefan Johansson mussten das Team unverzüglich verlassen. Als Ersatz kam viel Personal vom Crypton-Team. Das galt zunächst für Christian Vanderpleyn, der in der Saison 1990 für Crypton in der Formel 3000 gearbeitet hatte und nun auf Umwegen zu seiner alten Arbeitsstelle zurückkehrte. Vanderpleyn erhielt den Auftrag, unverzüglich mit den Arbeiten für ein neues Formel-1-Auto zu beginnen. Dabei ging er gründlich vor: Aldo Costas Vorarbeiten am JH26 wurden nicht übernommen; stattdessen initiierte er den von Grund auf neuen AGS JH27, dessen Entwicklung allerdings einige Zeit in Anspruch nahm. Von Crypton kam auch der italienische Rennfahrer Fabrizio Barbazza, der keine Formel-1-Erfahrung hatte und einige Schwierigkeiten im Umgang mit einem unterlegenen Grand-Prix-Wagen zeigte. Letztlich zahlte sich seine Einwechslung nicht aus; Barbazza konnte sich in 12 Anläufen kein einziges Mal qualifizieren.

#### Die letzten Rennen
Das erste Rennen unter neuer Führung brachte keine Besserung. Beim Großen Preis von San Marino scheiterten beide Piloten in der Qualifikation, Tarquini mit 6,6 und Barbazza mit 7,7 Sekunden Rückstand auf die Pole-Zeit von Ayrton Senna im McLaren. Dies waren – abgesehen von Pedro Chaves im Coloni C4 – die schlechtesten Zeiten des Starterfeldes. Bezeichnend war, dass selbst die Fahrer (teilweise deutlich) schneller waren, die einen Tag zuvor in der Vorqualifikation gescheitert waren: Emanuele Pirro im Dallara 191 erreichte einen Rückstand von lediglich 4,5 Sekunden, Olivier Grouillard im Fondmetal Fomet 1 hatte 4,9 Sekunden und Nicola Larini im Wagen des Modena Teams 5,1 Sekunden Rückstand.
Beim Großen Preis von Monaco qualifizierte sich Tarquini für den 20. Startplatz, fiel aber im Rennen nach nur neun Runden mit Getriebedefekt aus. Dies war die letzte Rennteilnahme eines AGS an einem Formel-1-Rennen. Danach setzte eine Reihe ununterbrochener Nichtqualifikationen ein. Das Team tat nicht viel, um die Lage der Piloten zu verbessern. Es gab keine Entwicklungsarbeiten mehr am JH25B; die einzige Änderung war eine neue Lackierung zum Heimrennen, dem Großen Preis von Frankreich, die das Auto in einer auffälligen Kombination aus hellblau, rot und gelb erscheinen ließ (angeblich die Farben der Provence). Sie machten das Auto allerdings nicht schneller. Gabriele Tarquini beklagte zudem öffentlich die mangelnde Motivation der AGS-Mechaniker. Als er beim Großen Preis von Kanada die Qualifikation verpasste, sei er von der Boxenmannschaft mit Beifall begrüßt worden; angeblich habe sich das Team gefreut, frühzeitig in den Feierabend gehen zu können.
Da AGS in der ersten Saisonhälfte 1991 nur eine einzige Zielankunft erreicht hatte, unterlag das Team ab dem Großen Preis von Deutschland wieder der Vorqualifikation. Sie erwies sich als unüberwindbare Hürde. Beim Großen Preis von Belgien war der Tiefpunkt erreicht: Fabrizio Barbazza war mit einem Rückstand von mehr als 15 Sekunden Letzter der Vorqualifikation – und damit war er noch langsamer als Pedro Chaves im hoffnungslosen Coloni.
Zum Großen Preis von Italien war der erste von zwei neuen JH27 aufgebaut. Die Wagen erhielten die Fahrgestellnummern 047 und 048 (die Fahrgestellnummern 045 und 046 waren für den nicht realisierten JH26 reserviert). Unmittelbar nach Fertigstellung des ersten JH27 verließ Christian Vanderpleyn erneut das Team. Als Ersatz wurde Mario Tollentino verpflichtet, ein italienischer Ingenieur, der 1984 den Alfa Romeo 184T und etwas später auf dessen Grundlage den ersten Rennwagen für EuroBrun, den ER188, entwickelt hatte. Tollentino blieb seinerseits nur einige Wochen; er beaufsichtigte letzten Endes nur den Aufbau des zweiten JH27.
Der JH27 erschien in der gleichen auffälligen Lackierung wie sein Vorgänger. Allerdings war der neue Wagen wiederum langsam. In der Vorqualifikation zum Großen Preis von Italien erreichte sogar der unerfahrene Barbazza, der den alten JH25B bewegte, eine bessere Zeit als Tarquini. Zudem war der JH27 ersichtlich nicht ausgereift: Nach nur einer Runde in der Vorqualifikation versagte die Elektrik, und der Wagen rollte aus.
Beim Großen Preis von Portugal erschienen beide Fahrer mit einem JH27. Tarquini schaffte hier erstmals die Vorqualifikation, scheiterte aber in der eigentlichen Qualifikation, wo er 0,3 Sekunden Rückstand auf Mika Häkkinen im Lotus, den letzten Qualifikanten, hatte. Im folgenden Rennen, dem Großen Preis von Spanien, gab es noch einmal einen Wechsel. Nachdem das Fondmetal-Team seinen Fahrer Olivier Grouillard im Anschluss an das Rennen in Portugal entlassen hatte, ergriff Gabriele Tarquini die Gelegenheit zum Absprung und ließ sich bei Fondmetal anstellen. Grouillard nahm im Gegenzug Tarquinis ehemaliges Cockpit bei AGS ein. Während Tarquini seinen Fondmetal in Spanien leicht qualifizierte und ihn letztlich als 12. ins Ziel brachte, scheiterten die beiden AGS-Fahrer Grouillard und Barbazza wieder in der Vorqualifikation.
Daraufhin zogen Rafanelli und Cantù die Notbremse. Vor den Überseerennen in Japan und Australien wurde der Rennbetrieb in Gonfaron nach 31 Jahren eingestellt.

## Übersicht: Rennwagen von AGS

### Formel-Wagen
| Bezeichnung              | Chassisnummer   | Konstrukteur          | Serie                   | Jahr           | Fahrer                                                                              |
| ------------------------ | --------------- | --------------------- | ----------------------- | -------------- | ----------------------------------------------------------------------------------- |
| AGS JH1                  |                 | Henri Julien          | Racer 500               | 1950–1951      | Henri Julien                                                                        |
| AGS JH2                  |                 | Henri Julien          | Racer 500               | 1952–1956      | Henri Julien                                                                        |
| AGS JH3 (Julien-Panhard) |                 | Henri Julien          | Racer 500 Formel Junior | 1957–1958      | Henri Julien                                                                        |
| AGS JH4                  |                 | Henri Julien          | Formel Junior           | 1959–1960      | Henri Julien                                                                        |
| AGS JH5                  | 005 006         | Christian Vanderpleyn | Formel France           | 1970           | François Rabbione Gérard Cerruti                                                    |
| AGS JH7                  | 007 008 009     | Christian Vanderpleyn | Formel Renault          | 1971           | François Guerre-Berthelot                                                           |
| AGS JH8                  | 010 011         | Christian Vanderpleyn | Formel Renault          | 1972           |                                                                                     |
| AGS JH9                  | 012             | Christian Vanderpleyn | Formel 3                | 1972           | François Guerre-Berthelot                                                           |
| AGS JH10                 | 013             | Christian Vanderpleyn | Formel Renault          | 1973           | Alain Jallot                                                                        |
| AGS JH11                 | 014 015 016 017 | Christian Vanderpleyn | Formel Renault          | 1974           | Alain Jallot                                                                        |
| AGS JH13                 | 018 019         | Christian Vanderpleyn | Formel Renault Europe   | 1975           | Xavier Mathiot Christian Ethuin „Steve“                                             |
| AGS JH14                 | 020             | Christian Vanderpleyn | Formel Renault Europe   | 1976 1977      | Richard Dallest                                                                     |
| AGS JH15                 | 021 022         | Christian Vanderpleyn | Formel 2                | 1978           | Richard Dallest José Dolhem                                                         |
| AGS JH16                 | 022             | Christian Vanderpleyn | Formel 2                | 1979           | José Dolhem Alain Couderc                                                           |
| AGS JH17                 | 023             | Christian Vanderpleyn | Formel 2                | 1980 1981      | Richard Dallest                                                                     |
| AGS JH18                 | 024             | Christian Vanderpleyn | Formel 2                | 1981           | Richard Dallest Patrick Gaillard Tiff Needell                                       |
| AGS JH19                 | 025 026         | Christian Vanderpleyn | Formel 2                | 1982 1983 1984 | Philippe Streiff Pascal Fabre Fulvio Maria Ballabio (1983) Hans-Peter Pandur (1984) |
| AGS JH19B                | 027 028         | Christian Vanderpleyn | Formel 2                | 1983           | Philippe Streiff                                                                    |
| AGS JH19C                | 028             | Christian Vanderpleyn | Formel 2                | 1984           | Philippe Streiff                                                                    |
| AGS JH20                 | 029             | Christian Vanderpleyn | Formel 3000             | 1985           | Philippe Streiff                                                                    |
| AGS JH20B                | 030             | Christian Vanderpleyn | Formel 3000             | 1986           | Richard Dallest Alain Ferté                                                         |
| AGS JH21C                | 031             | Christian Vanderpleyn | Formel 1                | 1986           | Ivan Capelli                                                                        |
| AGS JH22                 | 032 033         | Christian Vanderpleyn | Formel 1                | 1987           | Pascal Fabre Roberto Moreno                                                         |
| AGS JH23                 | 034 035 036     | Christian Vanderpleyn | Formel 1                | 1988           | Philippe Streiff                                                                    |
| AGS JH23B                | 034 036         | Christian Vanderpleyn | Formel 1                | 1989           | Gabriele Tarquini Joachim Winkelhock Yannick Dalmas                                 |
| AGS JH24                 | 037 038 039     | Claude Galopin        | Formel 1                | 1989           | Gabriele Tarquini Yannick Dalmas                                                    |
| AGS JH24B                | 038 039         | Claude Galopin        | Formel 1                | 1990           | Gabriele Tarquini Yannick Dalmas                                                    |
| AGS JH25                 | 040 041 042 043 | Michel Costa          | Formel 1                | 1990           | Gabriele Tarquini Yannick Dalmas                                                    |
| AGS JH25B                | 043 044         | Michel Costa          | Formel 1                | 1991           | Gabriele Tarquini Stefan Johansson Fabrizio Barbazza                                |
| AGS JH26                 | 045 046         | Michel Costa          | Formel 1                | 1991           | Fahrzeug nicht realisiert                                                           |
| AGS JH27                 | 047 048         | Christian Vanderpleyn | Formel 1                | 1991           | Gabriele Tarquini Olivier Grouillard Fabrizio Barbazza                              |

### Weitere Fahrzeuge von AGS
Nicht in die unmittelbare Linie der AGS-Rennwagen gehört ein Fahrzeug mit dem Namen AGS TN01, das ab 1986 gelegentlich in Erscheinung trat. Urheber dieses Projekts ist der französische Rennfahrer Marcel Tarrès, der in den frühen 1980er Jahren einige Rennen in der Formel 2 absolviert hatte. Tarrès spezialisierte sich in den 1980er-Jahren auf Bergrennen. Von 1982 bis 1992 gewann er zehnmal die Französische Bergmeisterschaft. Üblicherweise setzte er Autos von Martini ein. 1985 kaufte er von AGS ein Karbon-Monocoque aus der Duqueine-Produktion, das AGS für den Einsatz in der Formel 3000 präpariert hatte. Ob es sich hierbei um das zunächst im JH20 verwendete Chassis handelte oder um ein weiteres, von AGS nicht verwendetes Exemplar, ist nicht geklärt. Tarres baute aus diesem Chassis zusammen mit dem französischen Techniker Jean-Pierre Navarro, der in den 1970er Jahren den Formel-2-Rennstall Maublanc unterhalten hatte, ein eigenes Auto auf, das die Bezeichnung TN (für Tarres-Navarro) 01 erhielt. Es gibt einige Hinweise für den Einsatz dieses Fahrzeugs bei französischen Bergrennen.

## AGS heute: die Rennfahrerschule
Unter dem Namen AGS werden auf der Rennstrecke von Le Luc – unweit von Gonfaron – heute erfolgreich Kurse für private Motorsport-Interessanten betrieben. Das Unternehmen besitzt einen umfangreichen Fahrzeugpark, der von Fahrzeugen der Formel 3 bis hin zur Formel 1 mit V10-Motor reicht. Dazu gehören Fahrzeuge, die in zurückliegenden Jahren selbst bei Formel-1-Rennen eingesetzt wurden (darunter einige historische AGS und ein Arrows), darüber hinaus aber auch neu aufgebaute, den Standards der aktuellen Formel 1 angepasste Fahrzeuge.